# San Juan (Argentina)
San Juan, o ciudad de San Juan, es un área urbana o área metropolitana de Argentina, capital de la provincia homónima que presenta una significancia administrativa, comercial e institucional. También recibe la denominación de Gran San Juan o recientemente Área metropolitana de San Juan,
En el año 2010, registró una población de 471 389 habitantes, ubicándose como el segundo núcleo urbano de mayor tamaño demográfico en la Región de Cuyo, y entre los diez centros más importantes de Argentina. En consecuencia, se la puede considerar como uno de los principales asentamientos poblaciones del centro-oeste argentino.   
Fue fundada en 1562 bajo el nombre de San Juan de la Frontera como consecuencia de un impulso proveniente de la Capitanía General de Chile. Por tal motivo se constituye como una ciudad fundada en el marco de los dominios del Imperio español en América. A fines de 1593, el primer sitio de fundación sería trasladado a uno nuevo hacia el sur, adquiriendo su emplazamiento actual en torno a su sitio de mayor importancia: la Plaza 25 de Mayo.
Cuenta con una importante infraestructura de alojamiento y transporte, y en los alrededores, se destacan atractivos como Embalse y dique Ullum, la Quebrada de Zonda, termas, museos y es punto de partida para las Rutas del vino de San Juan.
Esta ciudad fue, para agosto de 2010, sede de la XXXIX Cumbre del Mercosur. También fue elegida en cinco oportunidades como sede única del Campeonato mundial de hockey sobre patines, siendo el año 2011  la última vez que San Juan organizó un Campeonato Mundial.

## Historia

### Pre-conquista
La zona en la que se ubica actualmente la ciudad fue habitada en la era precolombina por el pueblo huarpe. Su zona de influencia se extendió a las sierras de Chica de Zonda, Villicum y Pie de Palo y el cerro Valdivia, entre otras. Otras zonas de arraigo fueron la de influencia del río Bermejo y de las Lagunas de Guanacache (o Huanacache), ambas márgenes del río Desaguadero.
Se dedicaban a la agricultura y a la ganadería. Los grupos se ubicaban en tierras regadas por redes de canales y acequias que ellos mismos construían para garantizaban el riego del maíz, la quinoa, el poroto, la calabaza y el mate. El maíz o choclo fue entonces fundamental en su dieta; lo comían asado o cocido y también lo secaban al sol para obtener chuchoca que consumían molida. Criaban llamas y guanacos para alimentación y transporte. Cazaban guanacos, ñandúes y otros animales pequeños, conservaban la carne charqueada (secada por el sol), por largo tiempo. También recolectaban huevos de ñandú y frutos de chañar y algarrobo.

### Fundación y conquista

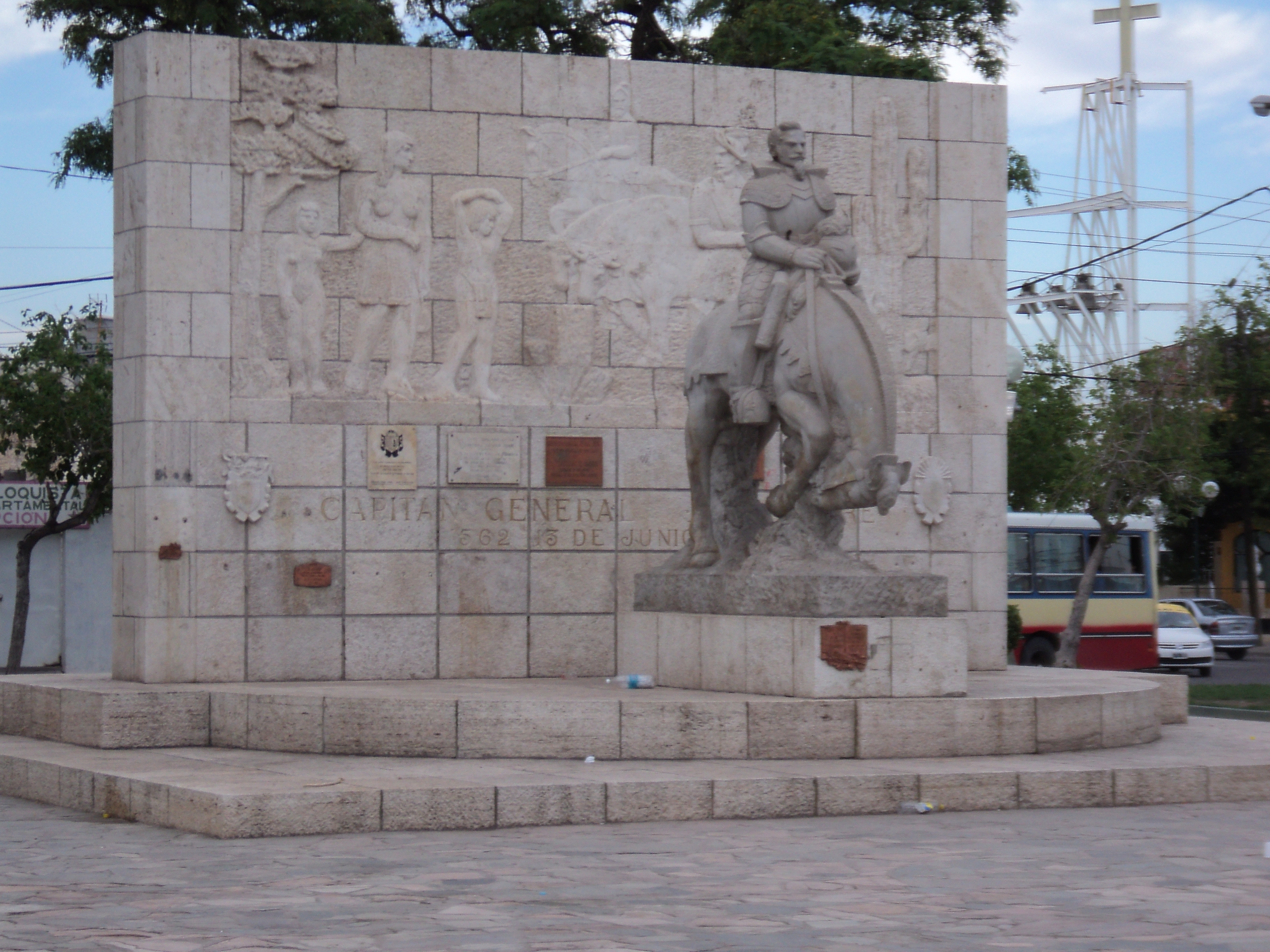
Monumento en Concepción a Juan Jufre

El 13 de junio de 1562, Juan Jufré de Loayza y Montesa, adelantado de la tercera corriente colonizadora que penetró en el territorio por el norte, fundó San Juan de la Frontera, su actual capital en el valle del Tulum, en nombre de Francisco de Villagra, capitán general de los Reinos de Chile y de su Majestad el rey Felipe II de España. El nombre fue elegido en honor al Santo Patrono de Jufré, San Juan Bautista.
Para el repartimiento de tierras Juan Jufré utilizó un plano que consistía en un rectángulo de cinco manzanas (o cuadras) por lado y 25 en total. Cada manzana se hallaba dividida por dos ejes perpendiculares en cuatro solares iguales.
Al centro se situaba la manzana destinada a Plaza Mayor o de Armas (espacio central), con solares reservados en sus lados para el Cabildo, la Iglesia matriz y la Hermandad de Santa Ana, y parcelas adjudicadas a las familias del conquistador y otras de importancia. Las restantes manzanas se distribuían entre los demás pobladores. 
En los cuatro extremos del rectángulo de manzanas quedaron los lugares previstos para iglesias y conventos de Santo Domingo, San Francisco y La Merced y para hospitales, separados de españoles y de naturales (nativos).
El trazado de San Juan de la Frontera respondió al molde de las poblaciones españolas en las Indias, fijado en 1523 por la Real Cédula de Fundaciones.
El mismo año de la fundación, a pocos meses, Juan Jufré y algunos de los primeros pobladores, regresaron a Chile. Jufré nunca volvió a San Juan. Desde 1562 hasta 1594 San Juan tuvo su asiento en lo que hoy es Concepción, distrito del actual departamento Capital. A pesar de haber transcurrido 32 años desde su fundación, solo se había levantado la iglesia y la casa dominicana. Las viviendas eran, según crónicas de la época “un rancherío (vivienda precaria) que no se diferenciaba mucho del caserío huarpe (nativos del lugar)”.
A fines de 1593, el Río San Juan arrasó con la ciudad, así es que Luis Jufré la traslada 25 cuadras al sur de su primera ubicación.
En 1776 la Intendencia de Cuyo fue separada de la Gobernación de Chile e incorporada al Virreinato del Río de la Plata, como parte de la provincia de Tucumán. Dos años después pasó a integrar la intendencia de Salta. Por último en 1782, por razones de mejor administración, Cuyo quedó subordinada a la intendencia de Córdoba.

### SigloXIX
El 1 de marzo de 1820, es el día en que se firmó el acta por la que rompían los vínculos que los unían a la Intendencia de Cuyo y se reunían San Juan, San Luis y Mendoza, las que adquirían soberanía como Estado independiente.
El 22 de diciembre de 1828 el papa León XII ordenó la erección del Vicariato Apostólico de San Juan, independiente del Obispado de Córdoba, siendo Fray Justo Santa María De Oro el primer vicario de la provincia, el cual desempeñaría un papel importante en la gesta emancipadora, ya que conjuntamente con Francisco Narciso de Laprida participaron activamente en el Congreso de Tucumán, que declarara la independencia nacional.
Sus pobladores fueron protagonistas también en la gesta sanmartiniana.
En la etapa de la Organización Nacional, luego de la batalla de Pavón, se destacó la figura del sanjuanino Domingo Faustino Sarmiento, quien llegaría a la presidencia en 1868.
En 1870 se creó el Banco de Cuyo, a iniciativa de Valentín Videla, durante la gobernación en la provincia de José María del Carril. Se trataba de una sociedad anónima, con un capital de 320 mil pesos plata boliviana, suscripto por capitales locales y porteños. El Estado provincial no puso capitales pero le concedió privilegios al designarlo agente financiero de la provincia, ingresando los depósitos judiciales y lo autorizó a emitir billetes al portador con valor de moneda. Funcionó en una casa particular ubicada en la actual calle Rivadavia e intersección la vieja calle Salta (hoy Entre Ríos), solar que hoy ocupa el actual Banco de San Juan.
En 1885 el comercio adquiere un desarrollo inusitado con la llegada del ferrocarril.
El 21 de mayo de 1862 se crea el Colegio Nacional de San Juan. Fue el tercero que funcionó en Argentina.
En 1894 la ciudad fue afectada por un terremoto, durante el cual experimentó considerables perjuicios materiales, aunque no tantos como pudo suceder dada la mala calidad de la construcción. La edificación tuvo daños importantes, sin características de catástrofe, en las casas se desprendieron las cornisas, parapetos, molduras y revoques. Más afectados quedaron los edificios públicos como la Casa de Gobierno inaugurada solo diez años antes, experimentó la destrucción casi completa de la planta alta que obligaría a rehacerla. La Catedral, resultó afectada la torre del costado izquierdo, desprendiéndose sus azulejos y techumbre, y apareció una grieta en el primer arco de su bóveda central. Los viejos templos (iglesias) de La Merced, San Agustín y Santo Domingo (incluso Santo Domingo nuevo, en construcción) quedaron dañados; la capilla de Dolores y la iglesia de San Pantaleón, igual que el Cuartel y Cárcel pública, el Mercado y el teatro Los Andes, destruidos. Se contabilizaron diez víctimas (nueve nacionales y un extranjero, francés), mientras que en la provincia alcanzaron en total a veinte.

### SigloXX

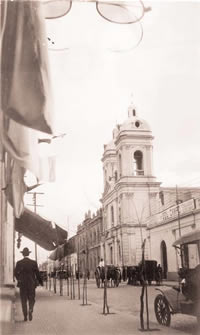
Fachada de la ciudad en siglo XX, fisonomía que fue abatida por el terremoto de 1944.

A comienzos del siglo XX, San Juan estaba edificada casi en su totalidad.
En 1914 fue inaugurado el monumento a Antonino Aberastain. Acontecimiento que significó como antecedentes de lo que hoy es la Plaza Aberastain, que en 1937, durante el gobierno de Juan Maurín, se aprobó el proyecto de dicha plaza. Sin embargo, la obra no se concretó hasta seis años después del terremoto de 1944.

#### Terremoto de 1944
Se produjo el día 15 de enero de 1944 (81 años) a las 20.49 y alcanzó 7,8 grados de magnitud en la escala de Richter y una intensidad máxima de IX grados en la escala de Mercalli modificada. El epicentro se ubicó a 20 km al norte de la ciudad, en las proximidades de la localidad de La Laja, en el departamento Albardón. Aunque dicha actividad geológica ocurría desde épocas prehistóricas, el terremoto de Mendoza del 20 de marzo de 1861 señaló un hito importante dentro de la historia de eventos sísmicos argentinos ya que fue el más fuerte registrado y documentado en el país. A partir del mismo, la política de los sucesivos gobiernos mendocinos y municipales ha ido extremando cuidados y restringiendo los códigos de construcción. Pero solo con el terremoto de San Juan, el gobierno sanjuanino tomó estado de la enorme gravedad sísmica de la región.
Fue probablemente la mayor tragedia ambiental argentina del siglo XX, donde se estimaron aproximadamente unas diez mil víctimas humanas y de una cifra aún mayor de heridos, mientras que el saldo material fue la destrucción total de la ciudad, el San Juan antiguo, de gran valor arquitectónico; tales como el Palacio Episcopal, la Casa España, la Iglesia de Santo Domingo, el Cine Cervantes y hasta la fachada de la Catedral, el Palacio de Justicia, etc. quedaron totalmente reducidos a escombros. También destruyó miles de viviendas, edificios públicos, obras comunales e históricas y la economía de gran parte de la población, que representaban el patrimonio acumulado en varias generaciones.

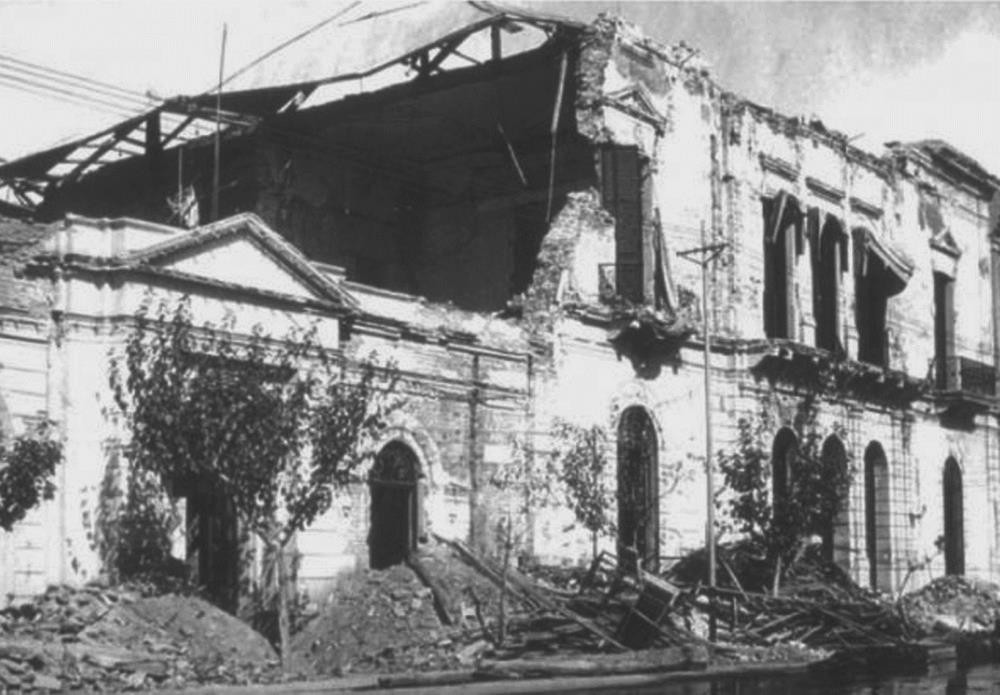
Vista a la Casa de Gobierno completamente destruida, esta era la tarjeta postal que mostraba toda la ciudad.

Con el objetivo de reconstruir la ciudad se llevaron a cabo en este período, en materia de vivienda, la creación del Consejo de Reconstrucción de San Juan, dependiente del Ministerio del Interior, el Banco Hipotecario Nacional y el Instituto Provincial de la Vivienda en menor medida.
Desde los años 1948 a 1961 la entidad realiza el plan de viviendas que totalizaron la construcción de casas, ubicadas en los alrededores de la ciudad. Desde esa fecha se comenzó también un plan de construcción de numerosos edificios públicos, escuelas y obras de urbanización. El decreto 773/56 prevé la construcción de cincuenta y tres modernas escuelas, quince municipalidades departamentales (en el resto de la provincia), veinte comisarías, registros civiles, juzgados de paz, bloques de edificios donde funcionan los ministerios provinciales, la dirección de escuelas, las juntas de clasificación docente (rama primaria, rama media y superior y rama técnica) tribunales y otros organismos estatales, la cárcel modelo, el observatorio astronómico Félix Aguilar, el edificio de la Dirección de Turismo (ubicado actualmente en la intersección de la calle Sarmiento y Av. Libertador San Martín), la construcción de cinco grandes avenidas tales como la:Av. Córdoba, Libertador General San Martín, Leandro Alem y Rioja), ensanchamiento de calles, construcción de nuevas plazas, electrificación pública y otras. Además, el decreto prevé la construcción de la Casa de Gobierno, la Jefatura de Policía, la Cámara de Representantes el Palacio de Tribunales y otras.

### SigloXXI
En lo que va el siglo XXI, la ciudad de San Juan está en un favorable crecimiento de desarrollo, acentuándose cada vez más en el país, al ser sede de importantes espectáculos de renombre, tanto deportivos, artísticos, turísticos y políticos.

## Geografía
En términos espaciales, la ciudad de San Juan se estructura como una área urbana extensa y discontinua hacia los bordes de baja densidad edilicia que decrece desde del centro hacia la periferia. En términos generales se construyó sobre un área de extrema aridez intervenida en torno al desarrollo de redes de riego que configuraron un oasis artificial bajo riego. De esta forma, esta lógica de urbanización, se ha concretado presionando sobre dicha red de riego y desplazando los usos agro-productivos surgidos en torno a estas infraestructuras. En consecuencia es una ciudad construida a expensas del desarrollo de acciones humanas en un entorno de déficit hídrico.

### Localización
La ciudad se encuentra ubicada al centro oeste de Argentina, a unos 1361 kilómetros al oeste de la Ciudad de Buenos Aires. La ciudad está emplazada en el centro norte del Valle del Tulum, en la margen derecha del Río San Juan. La ubicación de esta ciudad está dada por: 31°32′ de latitud sur y 68°31′ de longitud oeste, a una altitud de 650 m s. n. m..

### Municipios, distritos, barrios y villas
Los diferentes hechos y procesos históricos que han configurado espacialmente la ciudad, desde su fundación hasta tiempos reciente, han constituido o instituido diferentes áreas. Las mismas han recibido ciertas denominaciones y algunas han adquirido un estatus institucional. Así, existen partes de esta ciudad que son municipios como es el caso de Capital, en el sector central, Chimbas en la zona norte, Pocito y Rawson, por el sur, Rivadavia al oeste y Santa Lucía, y en menor medida 9 de Julio por el este.
Otros sectores son concebidos como distritos y se encuentran al interior de los nombrados municipios. Alto de Sierra y Alto de Sierra Este en Santa Lucía y 9 de Julio respectivamente, El Medanito en Rawson o La Bebida y Marquesado en Rivadavia son tratados como distritos de estas jurisdicciones. También aquí se puede mencionar el caso de Concepción, Desamparados y Trinidad, antiguos municipios que perduraron hasta 1942 y que son entendidos como parte de Capital. También se puede mencionar el caso de El Mogote en Chimbas que reciente se ha visto afectado por una importante expansión del área urbana.  
A su vez, cabe indicar, que existen numerosos complejos habitacionales, denominados barrios, con edificaciones homogéneas construidas por organismos estatales y empresas privadas. En Rawson se pueden mencionar barrios como Capitán Lazo, Güemes, Hualilán entre otros. En Rivadavia son de importancia los barrios Aramburo, Camus, Huaziul y Rivadavia Norte. Por su parte en Capital se destacan los barrios San Martín, Manantiales, América entre otros. En Santa Lucía se puede mencionar a los barrios Kennedy, Las Moreras, Campodónico y Villa María.
También existen urbanizaciones donde las edificaciones no son homogéneas y resultan de inversiones eminentemente de tipo privadas. Es común reciben el nombre de villas, aunque que cabe aclarar que algunos reciben el calificativo de barrio o loteo. La villas Obrera, el Salvador y Centenario, en Chimbas, son un ejemplo de este tipo de áreas. Las villas San Damián, San Ricardo, Las Rosas en Rawson también son de esta tipología. El barrio del Del Bono Green y Olivares de Natania en Rivadavia son también ejemplos de este tipo.

Mapa de la ciudad de San Juan, Gran San Juan o Área metropolitana de San Juan

| Municipio   | Localidad cabecera             | Localidades                                      | Barrio y villas |
| Capital     | Área centro o distrito central | Concepción, Desamparados y Trinidad              | Villa del Carril, Barrio San Martín, Barrio R. Lara, Barrio Del Bono, Va. Palermo. Barrio Arturo Frondizi                         |
| Chimbas     | Va. P. A. de Sarmiento         | El Mogote                                        | Va. Obrera, Va. El Salvador, Va. Unión, Va. Centenario, Bo. Los Pinos, Bo. Los Alerces, Bo. Parque Industrial, Bo. Los Tamarindos |
| 9 de julio  | Alto de Sierra Este            |                                                  | |
| Pocito      | -                              | Villa Barboza y Nacusi o Pocito Norte            | Va. Nacusi, Va. Barboza, Barrio Teresa de Calcuta                                                                                 |
| Rawson      | Villa Krause                   | El Medanito                                      | Bo. Güemes, Bo. Hualilán, Va. San Ricardo, Va. Cenobia Bustos, Bo F. Rawson, Bo. CGT Rawson                                       |
| Rivadavia   | Rivadavia                      | La Bebida, Marquesado                            | Bo. Rivadavia Norte, Barrio Camus, Bo. Natania XV                                                                                 |
| Santa Lucía | Santa Lucía                    | Alto de Sierra, Ca. Gutiérrez, Ca. Richet-Zapata | Bo. Las Moreras, Bo. Alberdi, Va. La Don Arturo                                                                                   |

### Relieve
Emplazada en la parte media del abanico aluvial del río San Juan, formado a partir de su salida por la quebradas de Zonda y Ullum, el relieve de la ciudad es llano cuya pendiente general es de oeste a estesureste, sin embargo está encerrada por un relieve muy accidentado (montañoso), donde se destacan una serie de serranías pertenecientes al bloque de Precordillera, como las sierras Chica de Zonda y Marquesado al oeste y la de Villicum al noroeste, y al este la de Pie de Palo, que a diferencia de las anteriores, esta pertenece al sistema de Sierras Pampeanas.

#### Actividad sísmica
Esta ciudad se ubica al piedemonte precordillerano de San Juan, de origen paleozoico, reactivado en el movimiento Andino del terciario y que aún sufre las consecuencias de los movimientos que afectan a la cordillera Frontal y principal andina. Se caracteriza por movimientos telúricos en falla tectónica, originados por la liberación de energía acumulada en el cercano borde de placa de destrucción/subducción entre las placas de Nazca y Sudamericana, sin producirse en este caso la presencia de vulcanismo como acompañante del proceso. Esto se explica porque la placa de Nazca no subduce bajo la Sudamericana sino que se mantiene paralela a la misma; esto sólo ocurre en el área que corresponde a la provincia de San Juan. La sismicidad del área de Cuyo (centro oeste de Argentina) es frecuente y de intensidad baja, y un silencio sísmico de terremotos medios a graves cada 20 años en distintas áreas aleatorias. El Día de la Defensa Civil fue asignado por un decreto recordando el sismo que destruyó la ciudad de Caucete el 23 de noviembre de 1977.

### Clima
El clima de San Juan es desértico (BWh/BWk), de acuerdo con la clasificación climática de Köppen, con precipitaciones escasas, elevada aridez y una importante oscilación térmica tanto anual como diaria. Las temperaturas oscilan en torno a la media de 32 °C de enero, con máximas que superan los 39 °C y hasta pueden alcanzar picos de 44 °C absolutos, y los 8 °C de julio, donde se dan las heladas y se pueden registrar frecuentemente temperaturas por debajo de 0 °C. Ningún mes tiene precipitaciones por encima de los 20 mm, y son más probables en verano (entre diciembre y marzo).
| Parámetros climáticos promedio de San Juan (Estación Meteorológica SAN JUAN AERO) | Parámetros climáticos promedio de San Juan (Estación Meteorológica SAN JUAN AERO) | Parámetros climáticos promedio de San Juan (Estación Meteorológica SAN JUAN AERO) | Parámetros climáticos promedio de San Juan (Estación Meteorológica SAN JUAN AERO) | Parámetros climáticos promedio de San Juan (Estación Meteorológica SAN JUAN AERO) | Parámetros climáticos promedio de San Juan (Estación Meteorológica SAN JUAN AERO) | Parámetros climáticos promedio de San Juan (Estación Meteorológica SAN JUAN AERO) | Parámetros climáticos promedio de San Juan (Estación Meteorológica SAN JUAN AERO) | Parámetros climáticos promedio de San Juan (Estación Meteorológica SAN JUAN AERO) | Parámetros climáticos promedio de San Juan (Estación Meteorológica SAN JUAN AERO) | Parámetros climáticos promedio de San Juan (Estación Meteorológica SAN JUAN AERO) | Parámetros climáticos promedio de San Juan (Estación Meteorológica SAN JUAN AERO) | Parámetros climáticos promedio de San Juan (Estación Meteorológica SAN JUAN AERO) | Parámetros climáticos promedio de San Juan (Estación Meteorológica SAN JUAN AERO) |
| Mes                                                                               | Ene.                                                                              | Feb.                                                                              | Mar.                                                                              | Abr.                                                                              | May.                                                                              | Jun.                                                                              | Jul.                                                                              | Ago.                                                                              | Sep.                                                                              | Oct.                                                                              | Nov.                                                                              | Dic.                                                                              | Anual                                                                             |
| --------------------------------------------------------------------------------- | --------------------------------------------------------------------------------- | --------------------------------------------------------------------------------- | --------------------------------------------------------------------------------- | --------------------------------------------------------------------------------- | --------------------------------------------------------------------------------- | --------------------------------------------------------------------------------- | --------------------------------------------------------------------------------- | --------------------------------------------------------------------------------- | --------------------------------------------------------------------------------- | --------------------------------------------------------------------------------- | --------------------------------------------------------------------------------- | --------------------------------------------------------------------------------- | --------------------------------------------------------------------------------- |
| Temp. máx. abs. (°C)                                                              | 45.4                                                                              | 45.1                                                                              | 42.1                                                                              | 39.3                                                                              | 38.1                                                                              | 37.6                                                                              | 36.6                                                                              | 38.5                                                                              | 41.8                                                                              | 42.5                                                                              | 44.5                                                                              | 46.7                                                                              | 46.7                                                                              |
| Temp. máx. media (°C)                                                             | 35.1                                                                              | 33.3                                                                              | 30.5                                                                              | 25.3                                                                              | 20.5                                                                              | 17.3                                                                              | 16.7                                                                              | 20.3                                                                              | 23.8                                                                              | 27.9                                                                              | 31.6                                                                              | 34.4                                                                              | 26.4                                                                              |
| Temp. media (°C)                                                                  | 27.3                                                                              | 25.6                                                                              | 22.8                                                                              | 17.3                                                                              | 12.3                                                                              | 8.4                                                                               | 7.5                                                                               | 10.7                                                                              | 14.9                                                                              | 19.6                                                                              | 23.5                                                                              | 26.4                                                                              | 18.0                                                                              |
| Temp. mín. media (°C)                                                             | 19.8                                                                              | 18.4                                                                              | 16.1                                                                              | 10.9                                                                              | 6.0                                                                               | 1.5                                                                               | 0.3                                                                               | 2.7                                                                               | 6.6                                                                               | 11.3                                                                              | 15.0                                                                              | 18.0                                                                              | 10.6                                                                              |
| Temp. mín. abs. (°C)                                                              | 9.0                                                                               | 8.1                                                                               | 5.7                                                                               | -1.6                                                                              | -4.1                                                                              | -7.5                                                                              | -9.0                                                                              | -7.2                                                                              | -4.1                                                                              | 1.0                                                                               | 2.5                                                                               | 6.6                                                                               | -9.0                                                                              |
| Precipitación total (mm)                                                          | 17.4                                                                              | 22.5                                                                              | 10.8                                                                              | 4.6                                                                               | 3.4                                                                               | 1.8                                                                               | 1.3                                                                               | 2.6                                                                               | 3.7                                                                               | 2.9                                                                               | 7.2                                                                               | 12.4                                                                              | 90.5                                                                              |
| Horas de sol                                                                      | 296.7                                                                             | 256.8                                                                             | 244.6                                                                             | 216.9                                                                             | 192.2                                                                             | 166.8                                                                             | 191.6                                                                             | 212.0                                                                             | 226.8                                                                             | 263.5                                                                             | 288.9                                                                             | 302.2                                                                             | 2859                                                                              |
| Fuente: Servicio Meteorológico Nacional                                           |                                                                                   |                                                                                   |                                                                                   |                                                                                   |                                                                                   |                                                                                   |                                                                                   |                                                                                   |                                                                                   |                                                                                   |                                                                                   |                                                                                   |                                                                                   |

En la ciudad de San Juan soplan tres tipos de vientos zonales: el típico Zonda, el Pampero y el Viento Norte. El primero proviene del oeste, suele iniciarse con una fuerte nevada en la zona cordillerana, y llega a la ciudad muy cálido y seco. Se da con más frecuencia en los meses de agosto y septiembre, por el cambio de estación.

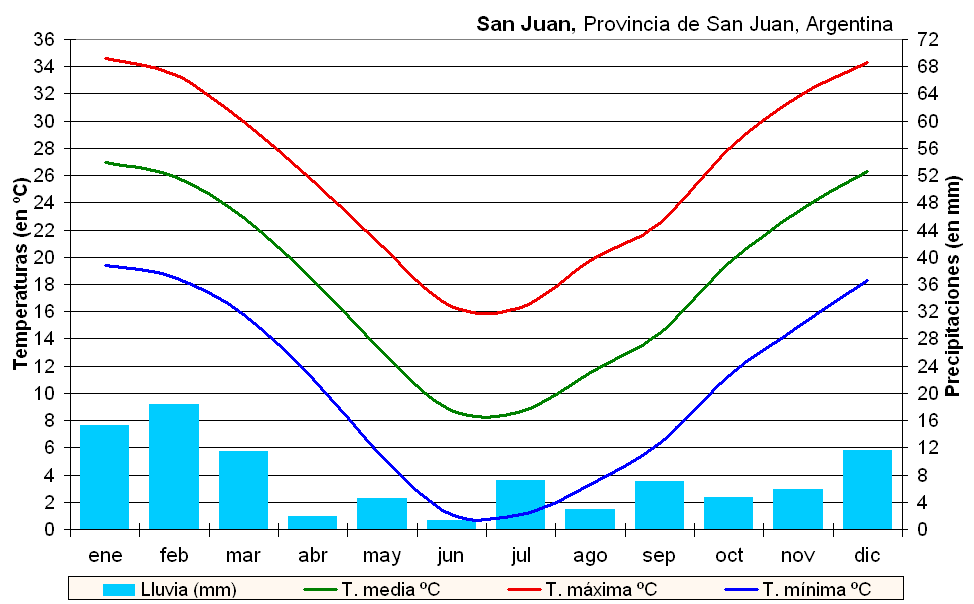
Climograma de San Juan

El Pampero, tiene dirección sureste, es más frecuente que el anterior, se da en cualquier época del año. Consiste en un viento fuerte del sur, fresco y más húmedo, que dura varios días, y muchas veces está acompañado de tormentas en verano, es esperado para refrescar una sofocante situación previa de viento Zonda (síndrome prefrontal).[cita requerida]
El Norte proviene de dicha dirección, sopla con menos frecuencia, es portador de aire tropical cálido y húmedo.

## Gobierno y administración

### Gobierno local
El área urbana de la ciudad de San Juan es un territorio administrado y gestionado por seis municipios de 1.ª categoría. Cada uno de ellos tiene un departamento ejecutivo y uno deliberativo. El ejecutivo es ejercido por un intendente y el deliberativo por un concejo deliberante, que puede contar entre 5 y 12 concejales.
| Municipios que administran la ciudad de San Juan | Cabecera                            | Año creación | Origen                                                                        | Códigos INDEC: divisiones político-administrativas/ gobiernos locales | Población (2010) | Superficie (km²) | Densidad (hab./km²) | Distritos | Mapa | Carta orgánica | Concejales |
| ------------------------------------------------ | ----------------------------------- | ------------ | ----------------------------------------------------------------------------- | --------------------------------------------------------------------- | ---------------- | ---------------- | ------------------- | --------- | ---- | -------------- | ---------- |
| Chimbas                                          | Villa Paula Albarracín de Sarmiento | 1913         | Con parte del departamento Albardón                                           | 70042/ 700042                                                         | 87 258           | 62               | 1407.39             | 3         |      | Sí             | 10         |
| Pocito                                           | Villa Aberastain                    |              |                                                                               | 70070/ 700070                                                         | 53 162           | 515              | 103.23              | 7         |      | Sí             | 8          |
| Rawson                                           | Villa Krause                        | 1942         | Con parte de los departamentos Pocito y el desaparecido departamento Trinidad | 70077/ 700077                                                         | 114 368          | 300              | 381.23              | 3         |      | Sí             | 12         |
| Rivadavia                                        | Rivadavia                           | 1869         | Anteriormente se denominó Marquesado                                          | 70084/ 700084                                                         | 82 641           | 157              | 526.38              | 3         |      | Sí             | 10         |
| San Juan (municipio)/ Capital (departamento)     | San Juan                            |              | Anteriormente se denominó Ciudad. Límites fijados en 1942                     | 70028/ 700028                                                         | 109 123          | 30               | 3637.43             | 9         |      | Sí             | 12         |
| Santa Lucía                                      | Santa Lucía                         | 1869         |                                                                               | 70098/ 700098                                                         | 48 087           | 45               | 1068.60             | 3         |      | Sí             | 8          |

### Gobierno provincial
San Juan ciudad es la sede del Gobierno de la provincia de San Juan y es sede de la Casa Gobierno. Muchas de las autoridades que conforman este gobierno residen en la ciudad. Asimismo es sede del poder legislativo. En consecuencia el edificio de la Legislatura de la provincia de San Juan también se localiza en la esta ciudad. 

## Población y ordenamiento urbano

### Demografía
De acuerdo con los datos del censo de población hogares y vivienda de 2010 (INDEC, 2010), el Gran San Juan registró 494 639 habitantes. El peso poblacional del aglomerado metropolitano sobresale en la provincia de San Juan, concentrando el 72,6 % de sus habitantes. Los contrastes en la distribución territorial de la población también pueden identificarse entre los departamentos que conforman dicha ciudad, no sólo por el tamaño poblacional que presentan en la actualidad, sino también por las tendencias de crecimiento identificadas en los últimos períodos censales.
La mayor diferencia se presenta entre Capital, el único municipio que decreció desde 1991 (más de 10 000 personas en comparación a 2010), y el resto de los departamentos, que crecieron casi el 30 % y aumentaron su tamaño poblacional en más de 117 000 personas. Chimbas, con un incremento absoluto de 35 000 habitantes, explica un tercio del crecimiento poblacional registrado fuera de Capital. Rivadavia también se destaca por incorporar numerosos habitantes a su población (más de 25 000 para el mismo período), mientras que Rawson, con un incremento absoluto similar, pasó a ser el municipio más poblado del aglomerado Los contrastes evolutivos también se ponen de manifiesto en la estructura poblacional que presentan los departamentos según sexo y rangos de edad. Las mayores diferencias se registran entre Capital, que muestra una pirámide poblacional estacionaria, mientras que las de Pocito, Chimbas y Rawson se asimilan más bien a una pirámide de tipo expansiva, donde el peso de los grupos de edades más jóvenes es proporcionalmente mayor en la población total. Las formas actuales de estas pirámides permiten estimar que la tendencia de decrecimiento poblacional de Capital podría continuar y que el resto de los departamentos continuarán creciendo, con menores y diferentes intensidades, en los próximos años.
| San Juan                            | Capital     | 112.778 | 119.423 | 118.046 | 112.582 | 106.564 |
| Rawson                              | Rawson      | 102.225 | 83.050  | 66.693  | 47.794  | 7.311   |
| Rawson                              | Rawson      | 83.608  | S/D     | S/D     | S/D     | S/D     |
| Villa Krause                        | Rawson      | 10.835  | S/D     | S/D     | S/D     | S/D     |
| El Medanito                         | Rawson      | 7.782   | [ 26 ]  | [ 26 ]  | [ 26 ]  | [ 26 ]  |
| Rivadavia                           | Rivadavia   | 75.950  | 56.224  | 41.897  | 26.054  | 9.896   |
| Chimbas                             | Chimbas     | 73.210  | 50.359  | 34.167  | 15.646  | 11.398  |
| Chimbas                             | Chimbas     | 70.573  | S/D     | S/D     | S/D     | S/D     |
| El Mogote                           | Chimbas     | 1.480   | [ 26 ]  | [ 26 ]  | [ 26 ]  | [ 26 ]  |
| Villa Paula Albarracín de Sarmiento | Chimbas     | 1.157   | S/D     | S/D     | S/D     | S/D     |
| Santa Lucía                         | Santa Lucía | 43.063  | 35.957  | 26.582  | 17.787  | 11.659  |
| Santa Lucía                         | Santa Lucía | 38.750  | S/D     | S/D     | S/D     | S/D     |
| Alto de Sierra                      | Santa Lucía | 3.207   | S/D     | S/D     | S/D     | S/D     |
| Colonia Gutiérrez                   | Santa Lucía | 1.106   | [ 26 ]  | [ 26 ]  | [ 26 ]  | [ 26 ]  |
| Villa Barbosa - Villa Nacusi        | Pocito      | 13.907  | 7.417   | 4.322   | 2.738   | [ 26 ]  |
| Villa Barboza                       | Pocito      | 9.782   | S/D     | S/D     | S/D     | S/D     |
| Villa Nacusi                        | Pocito      | 4.125   | S/D     | S/D     | S/D     | S/D     |
| Alto de Sierra Este                 | 9 de julio  | 507     | 261     | [ 26 ]  | [ 26 ]  | [ 26 ]  |
| Total                               |             | 421.640 | 352.691 | 291.707 | 222.601 | 146.828 |

### Arquitectura y urbanismo
La ciudad de San Juan tras el terremoto de 1944, cambió por completo su fisonomía urbana, de una ciudad colonial, de antiguo aspecto, de calles y veredas angostas, sin árboles y sencillas casas de adobe y adobillo, a una de las más modernas del Argentina con calles anchas, rectas y pavimentadas, con amplias veredas piso de mosaico, modernos edificios públicos y una gran cantidad de edificios privados de gran calidad constructiva y arquitectónica y una densa forestación de árboles, destacándose especies tales como el plátano, morera, jacarandá y braquiquito, irrigados a partir de una red acequias (canales pequeños).
La trama del centro de la ciudad se desarrolla en forma de cuadrícula o damero, conformando un rectángulo de 16 cuadras de largo por 10 cuadras de ancho, sin embargo encerrando en su interior se destaca un nuevo rectángulo de 7 cuadras de largo por 6 cuadras de ancho, delimitado por cuatro avenidas: Alem (emplazada de norte a sur) al oeste, Córdoba (emplazada de oeste a este) al sur, Libertador General San Martín (emplazada de oeste a este) al norte y Rioja (emplazada de oeste a este) al este. Este sector es el de mayor de densidad poblacional, contiene mayoritariamente a la edificación de vertical (edificios) y alberga las actividades comercial, financiera e institucionales más intensa, lo cual constituye al microcentro.

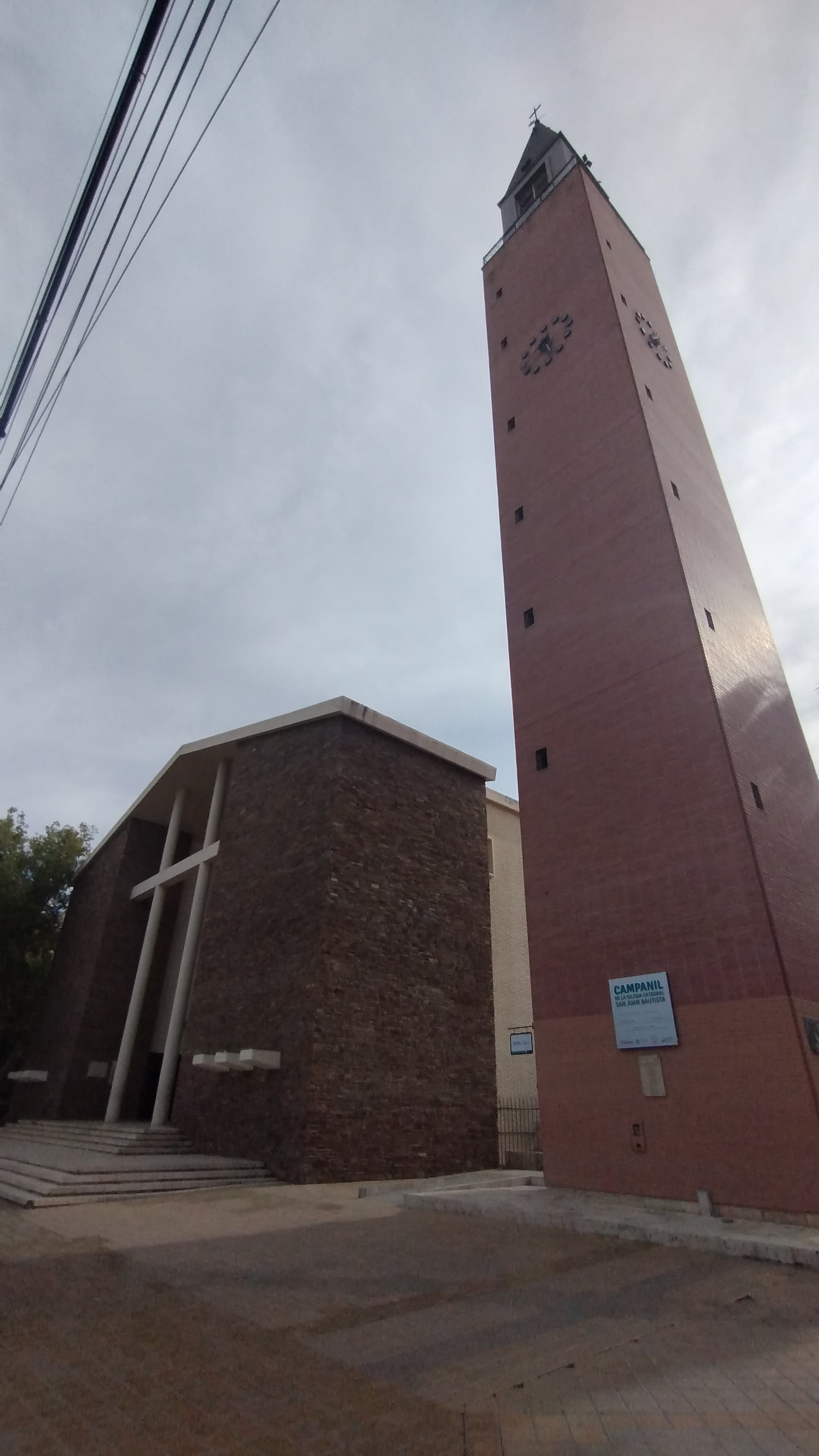
Iglesia Catedral
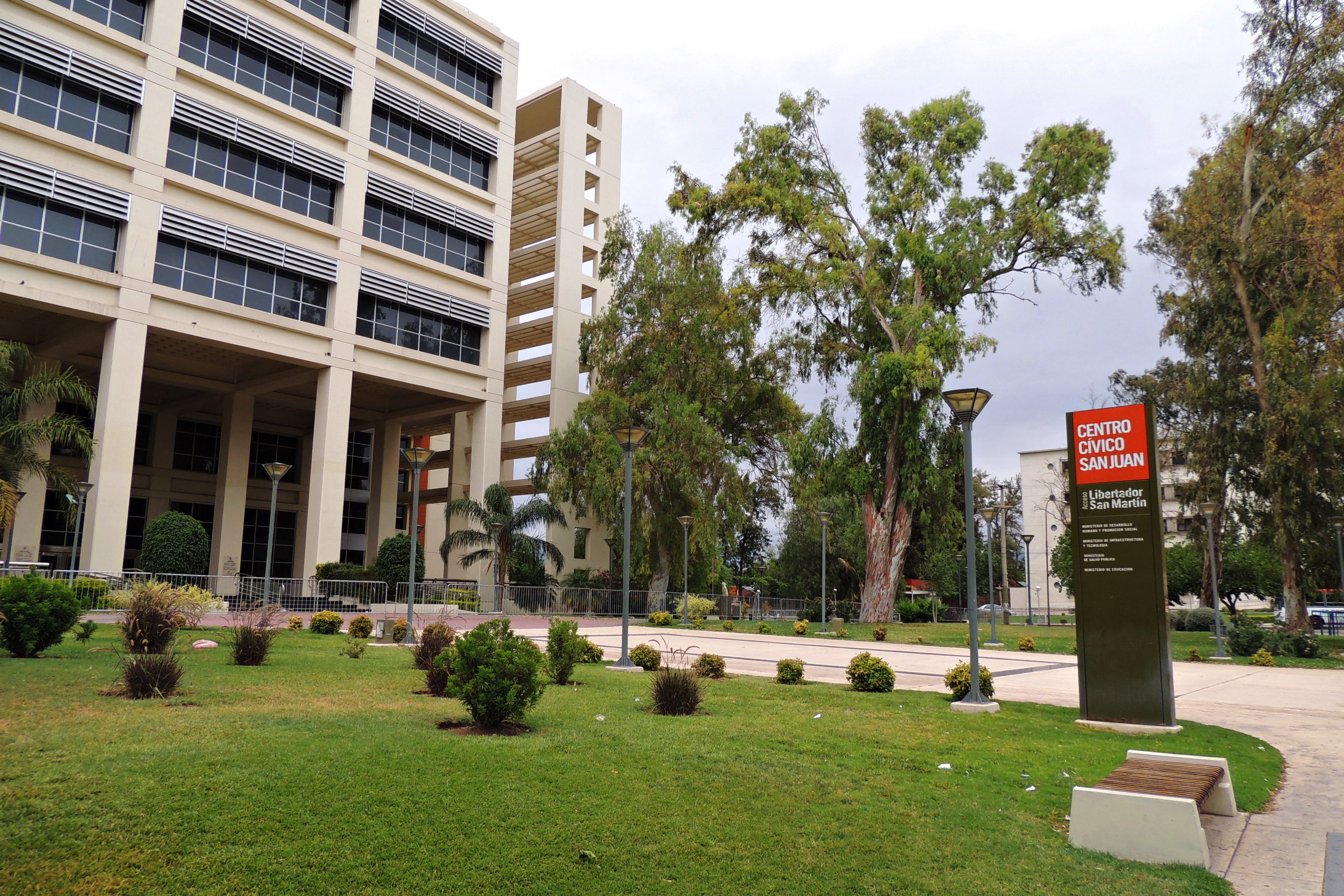
Centro Cívico
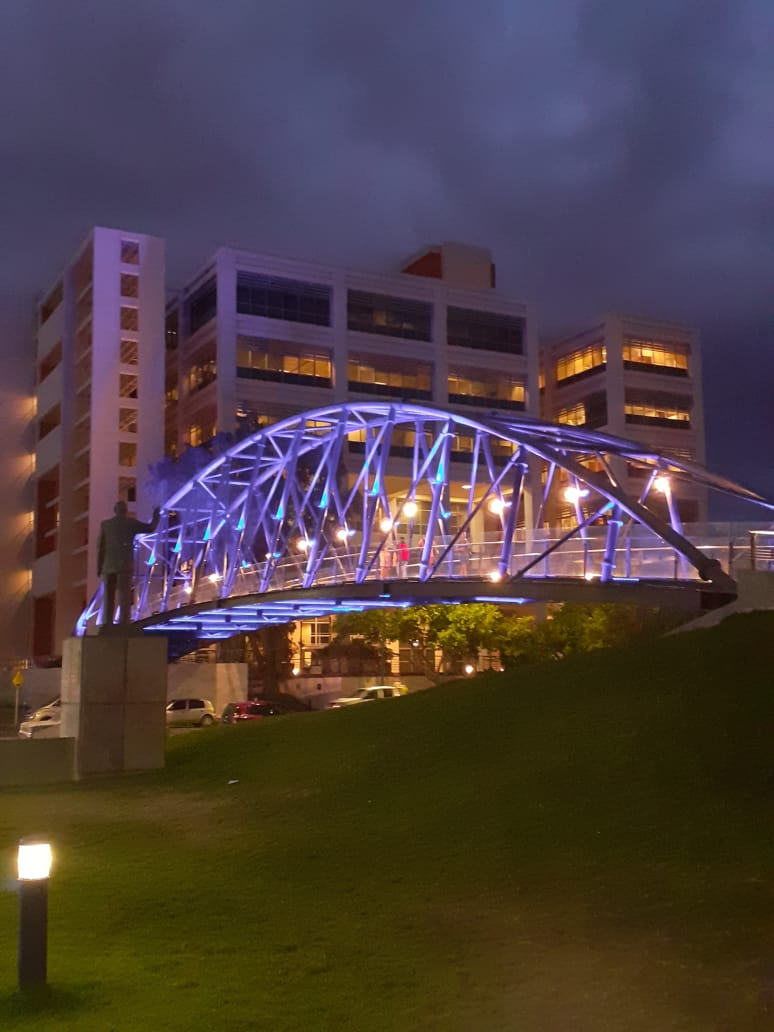
Puente Cívico.
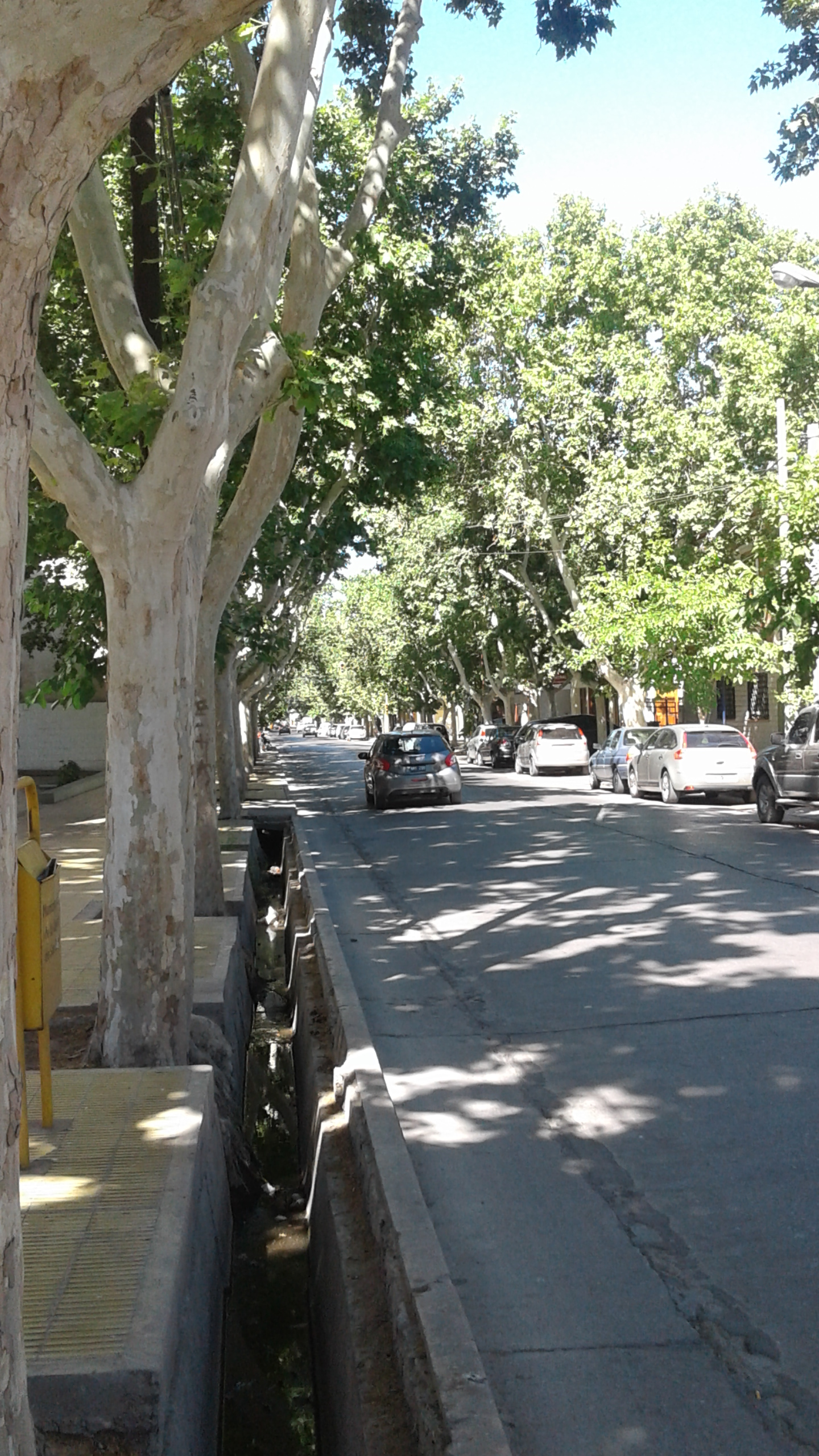
Arbolado y acequia en calle Mitre.
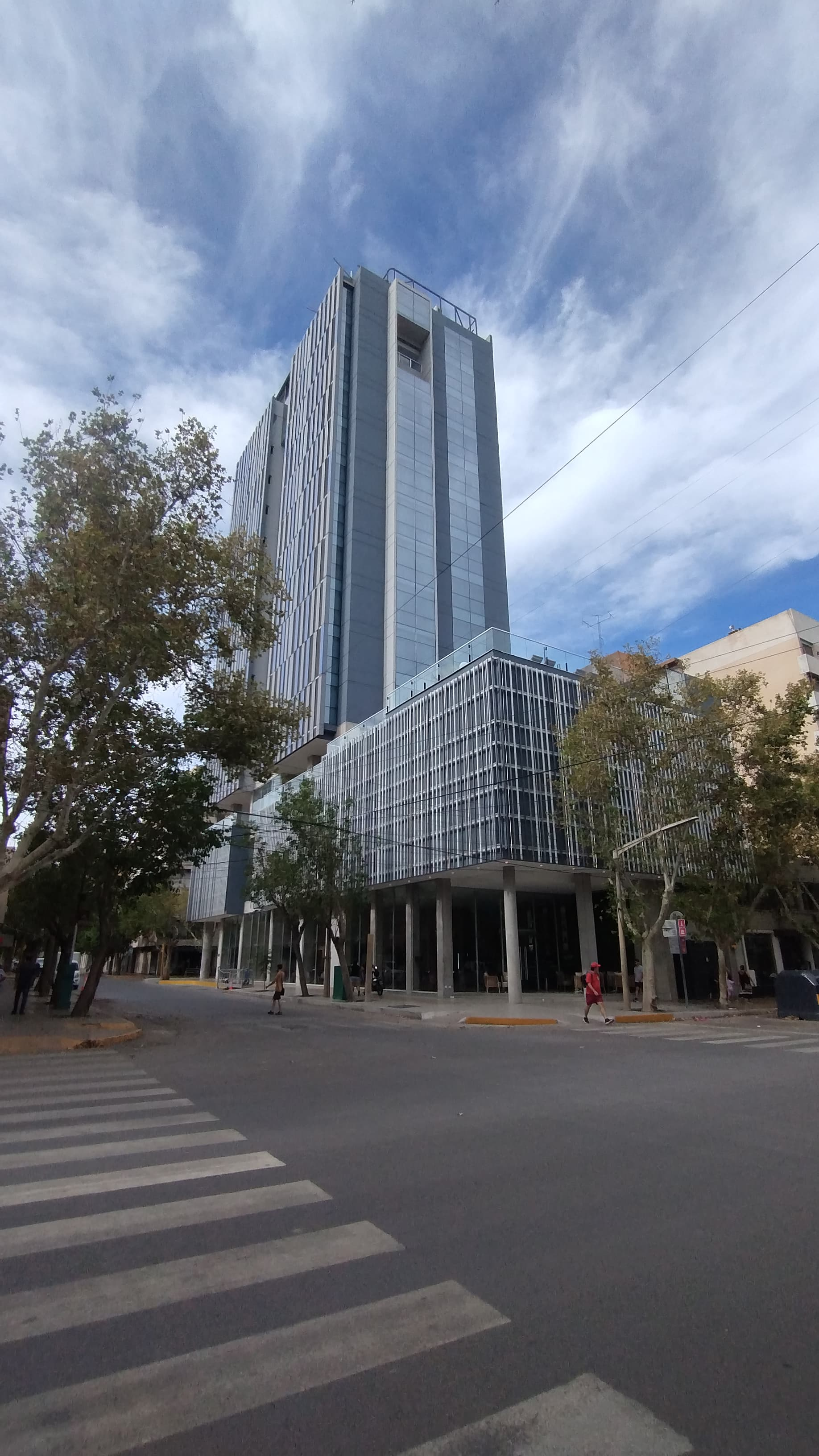
Hotel Del Bono Central.
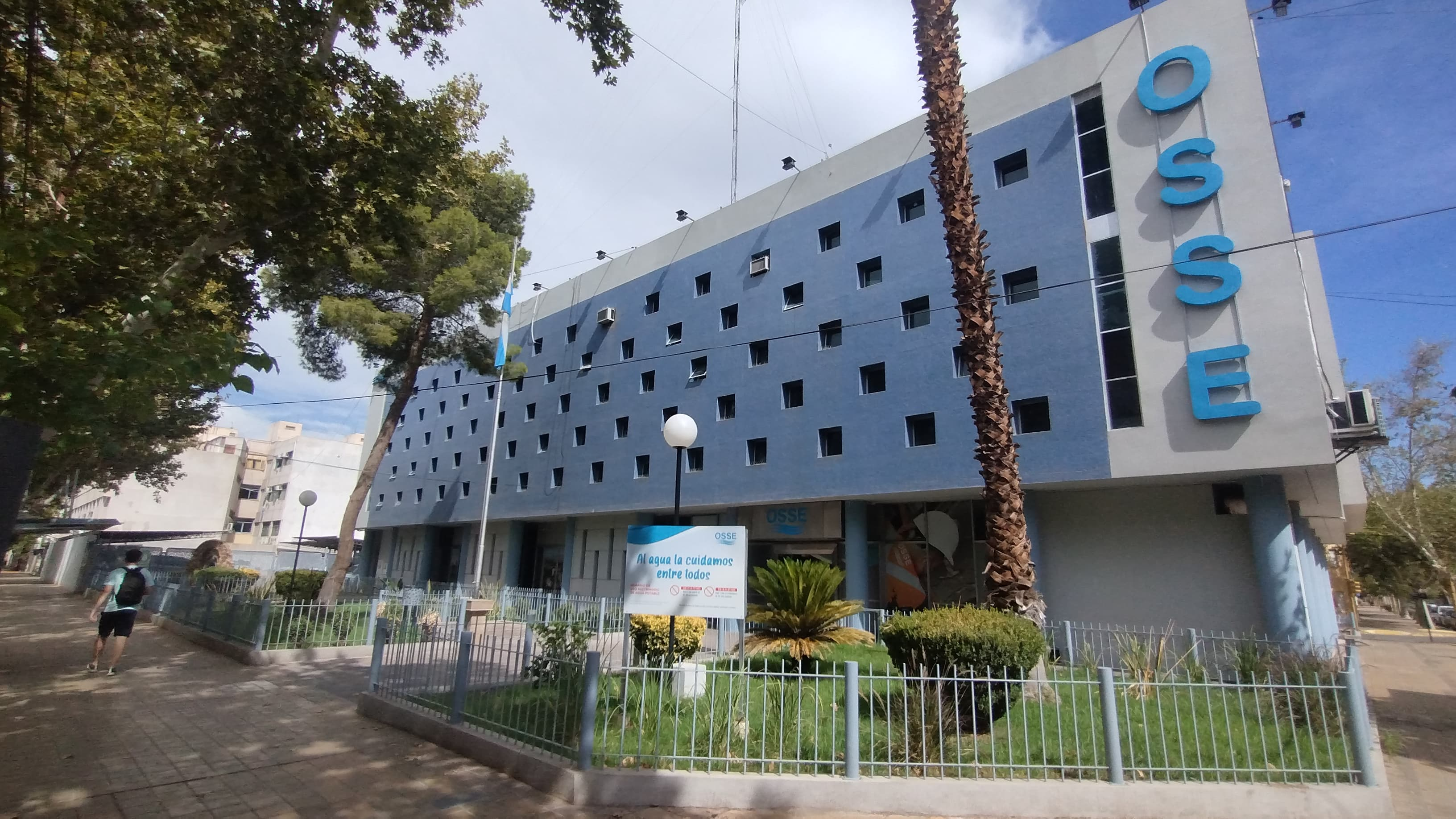
Edificio de OSSE

Otro emblema de la ciudad es la Plaza 25 de mayo el espacio verde principal, donde se alzan las estatuas de Domingo Faustino Sarmiento y Fray Justo Santa María de Oro de más de 100 años de antigüedad. Es de destacar la fuente central, que posee sapos expulsores de agua, obra del escultor Miguel Ángel Sugo.
Sin lugar a dudas, el Centro Cívico, constituye un nuevo símbolo de la ciudad, ubicado en el borde oeste del centro de la ciudad, el edificio se caracteriza por su acentuada horizontalidad, con fachadas longitudinales que conforman una trama homogénea. Se Trata de una arquitectura sistémica, organizada en una base de una Célula modulada. La estructura del edificio de hormigón, pintado y la valoración de los materiales son características de esta obra que es representativa de la arquitectura modernista. La escala del edificio sobrepasa la de la ciudad y sus características son las propias de las escuelas de arquitectura de la década del 60, configurando también un espacio arquitectónico propio de la modernidad.

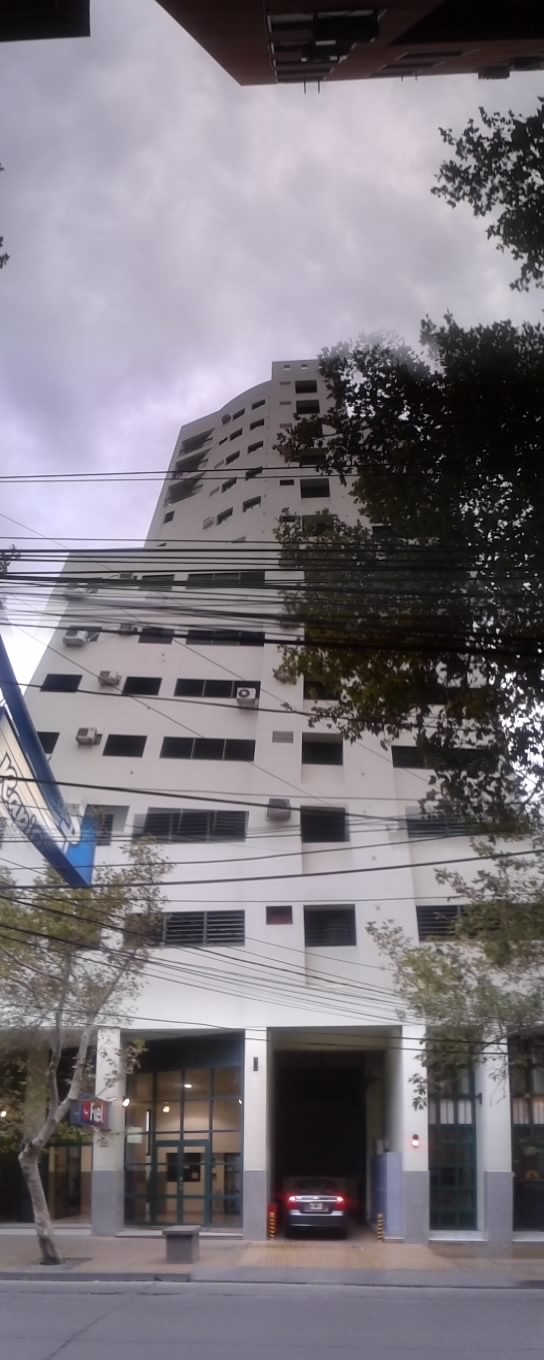
Edificio Torres de Cuyo.
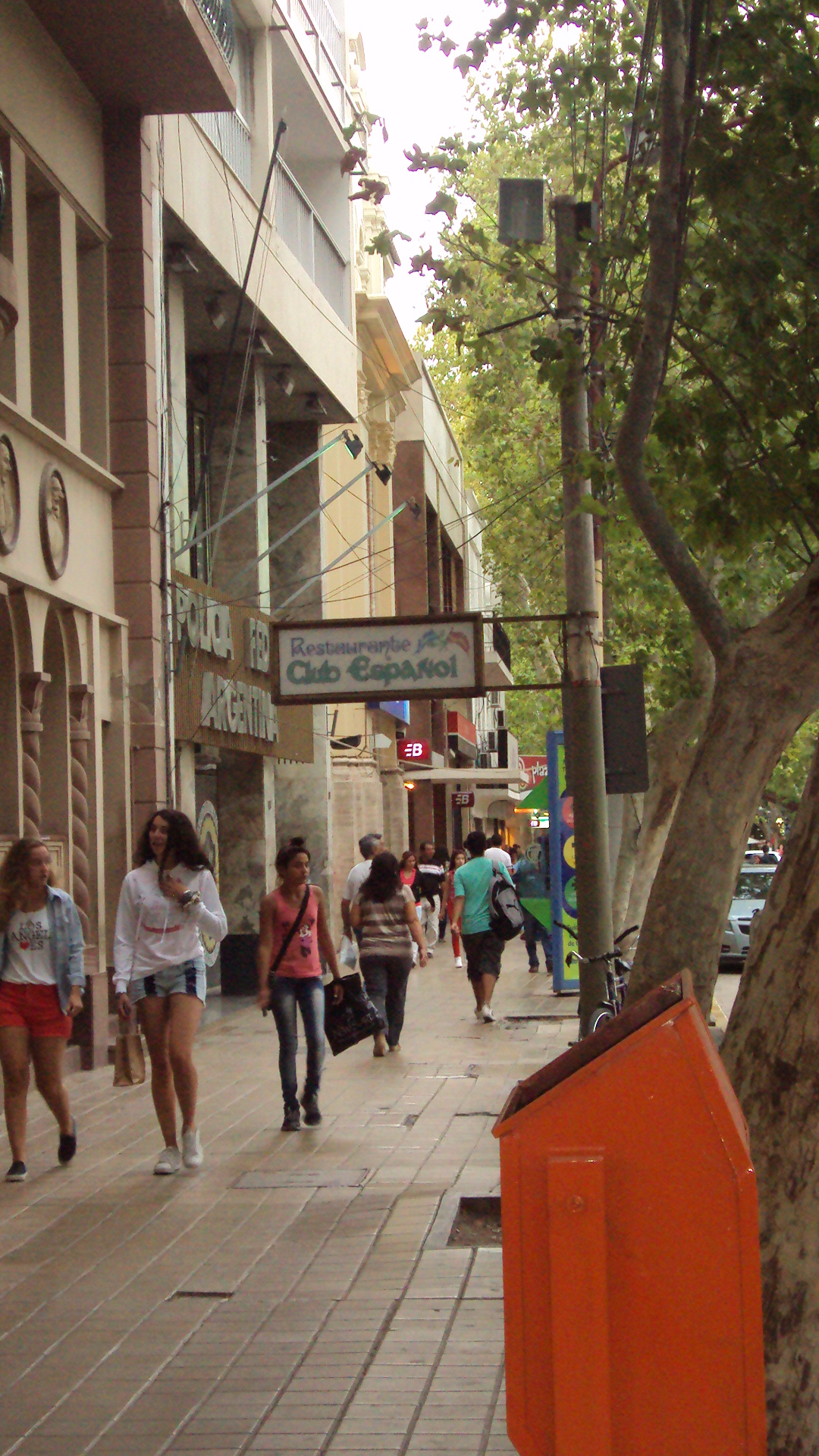
Vereda de calle Rivadavia.
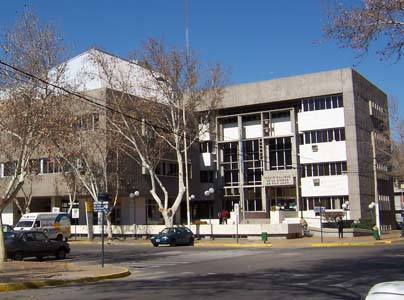
Edificio Municipalidad de la Capital.
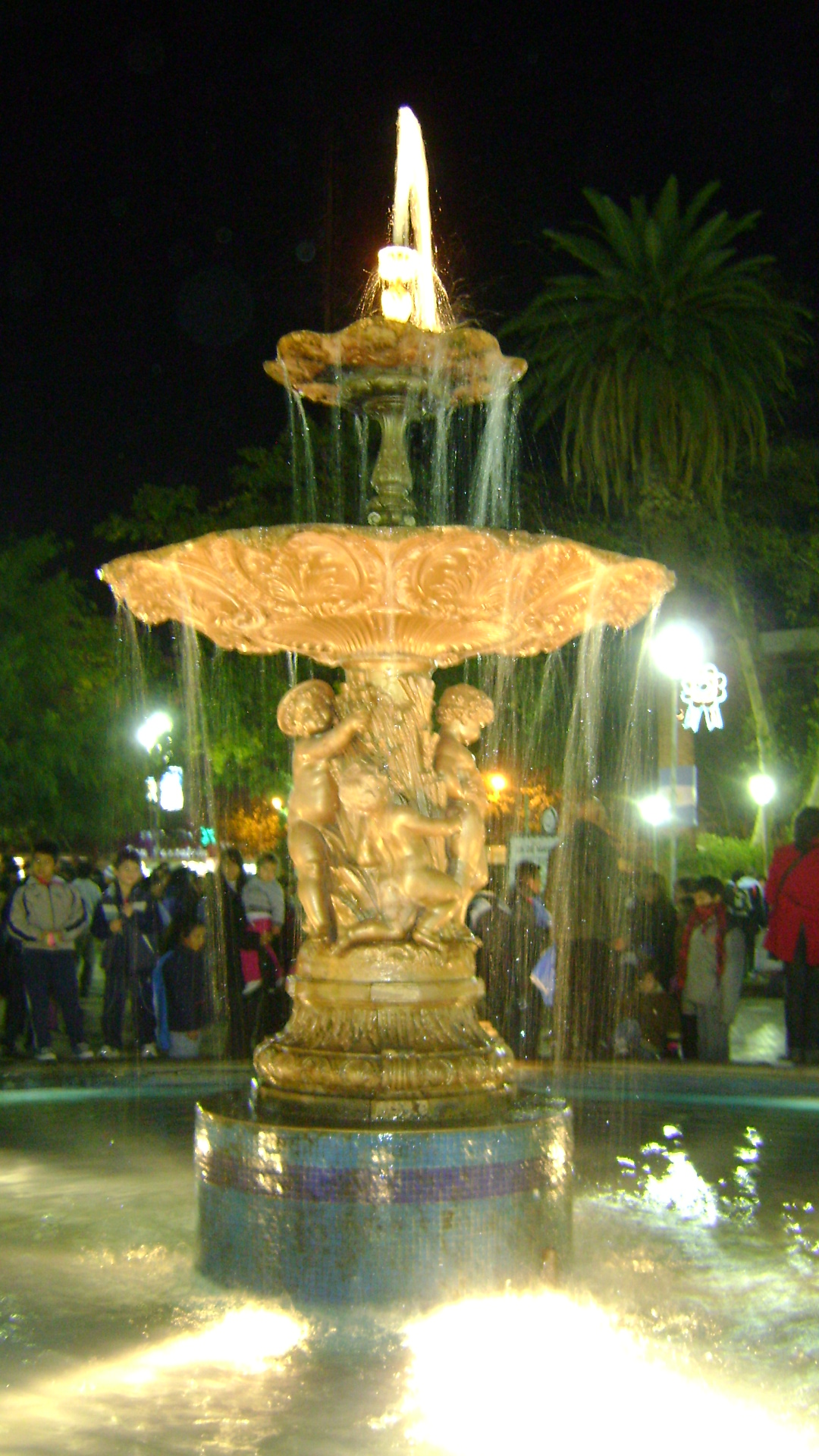
Fuente de Plaza 25 de Mayo.
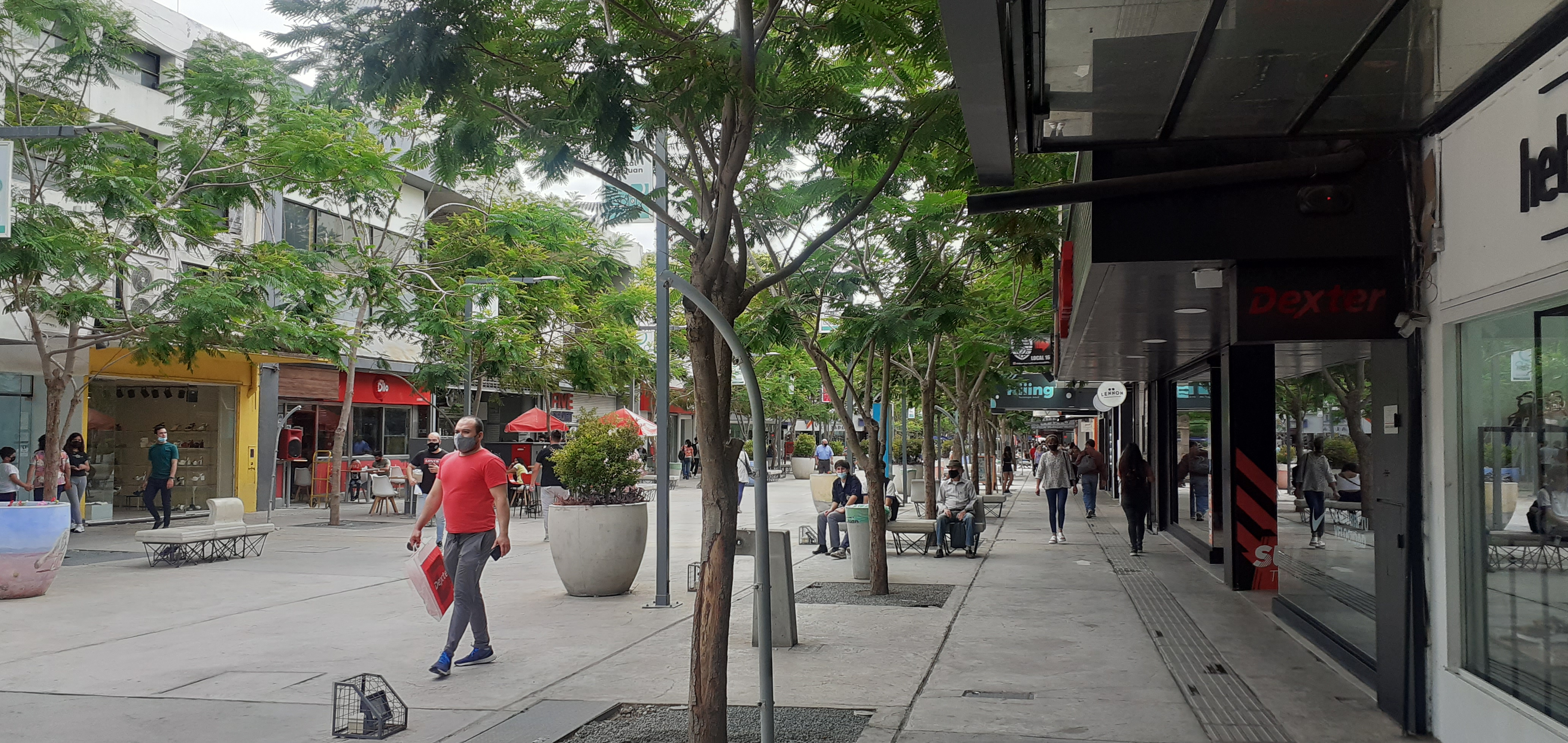
Peatonal Rivadavia.
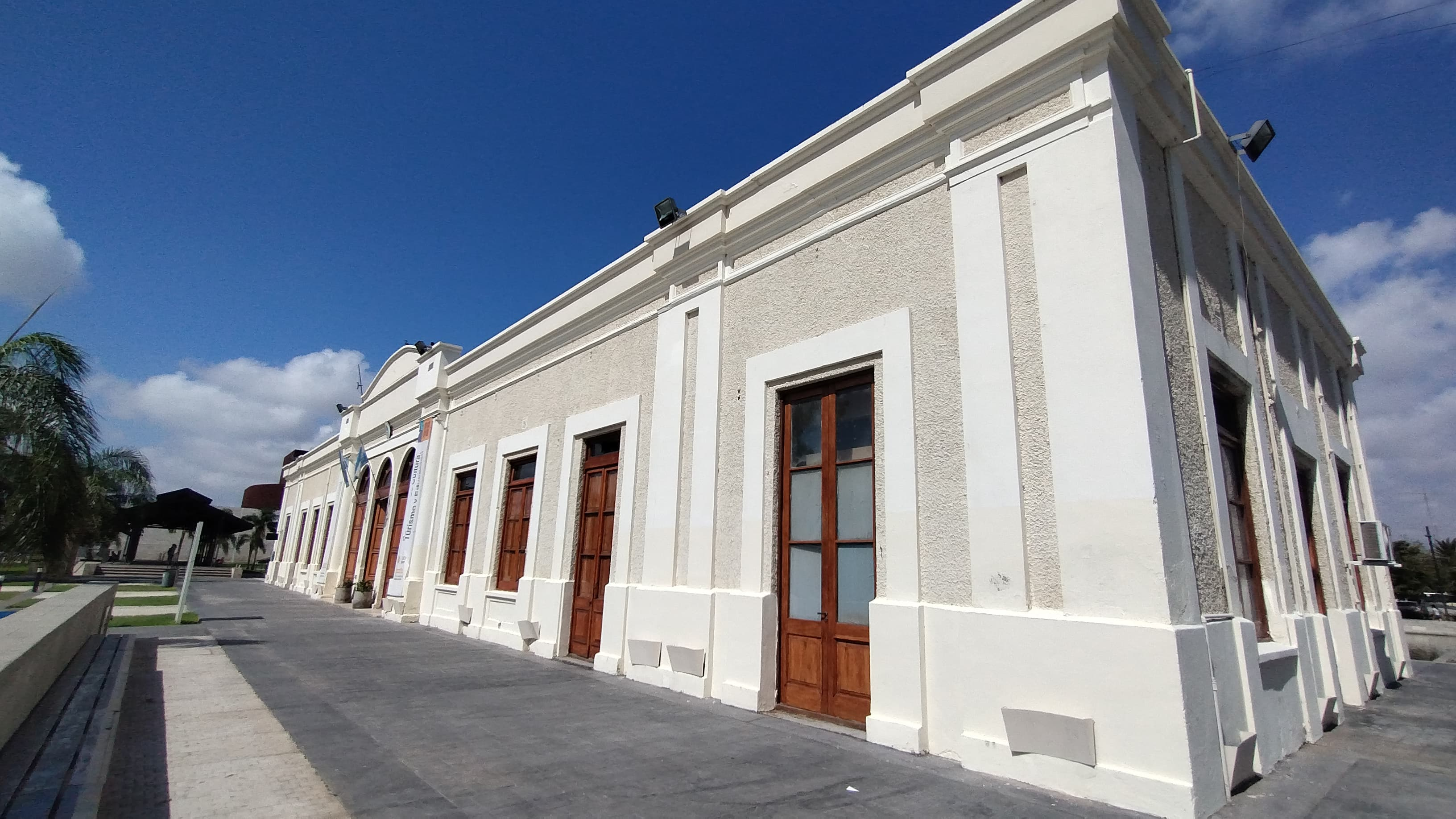
Centro Cultural San Martín
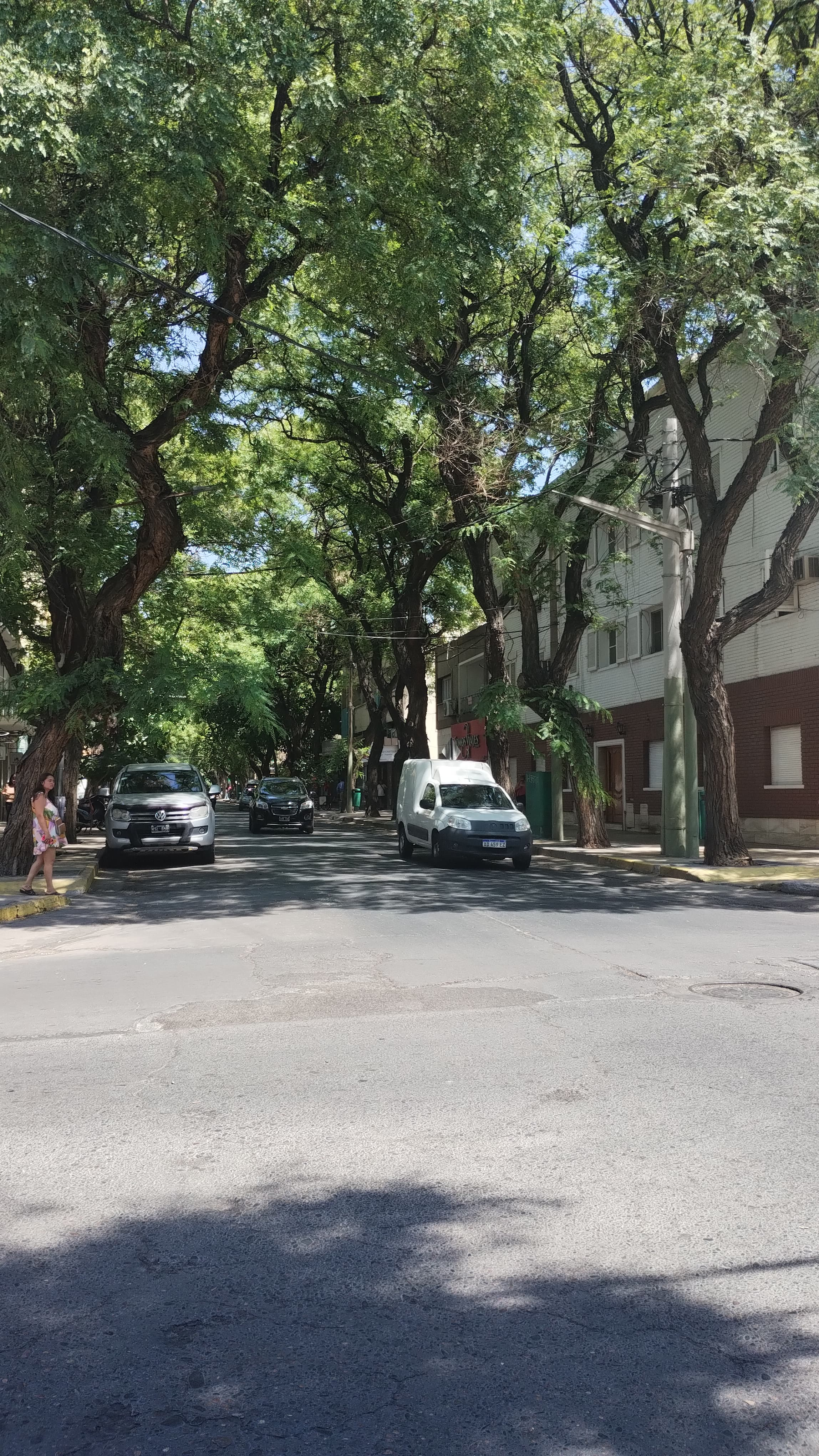
Calle Laprida
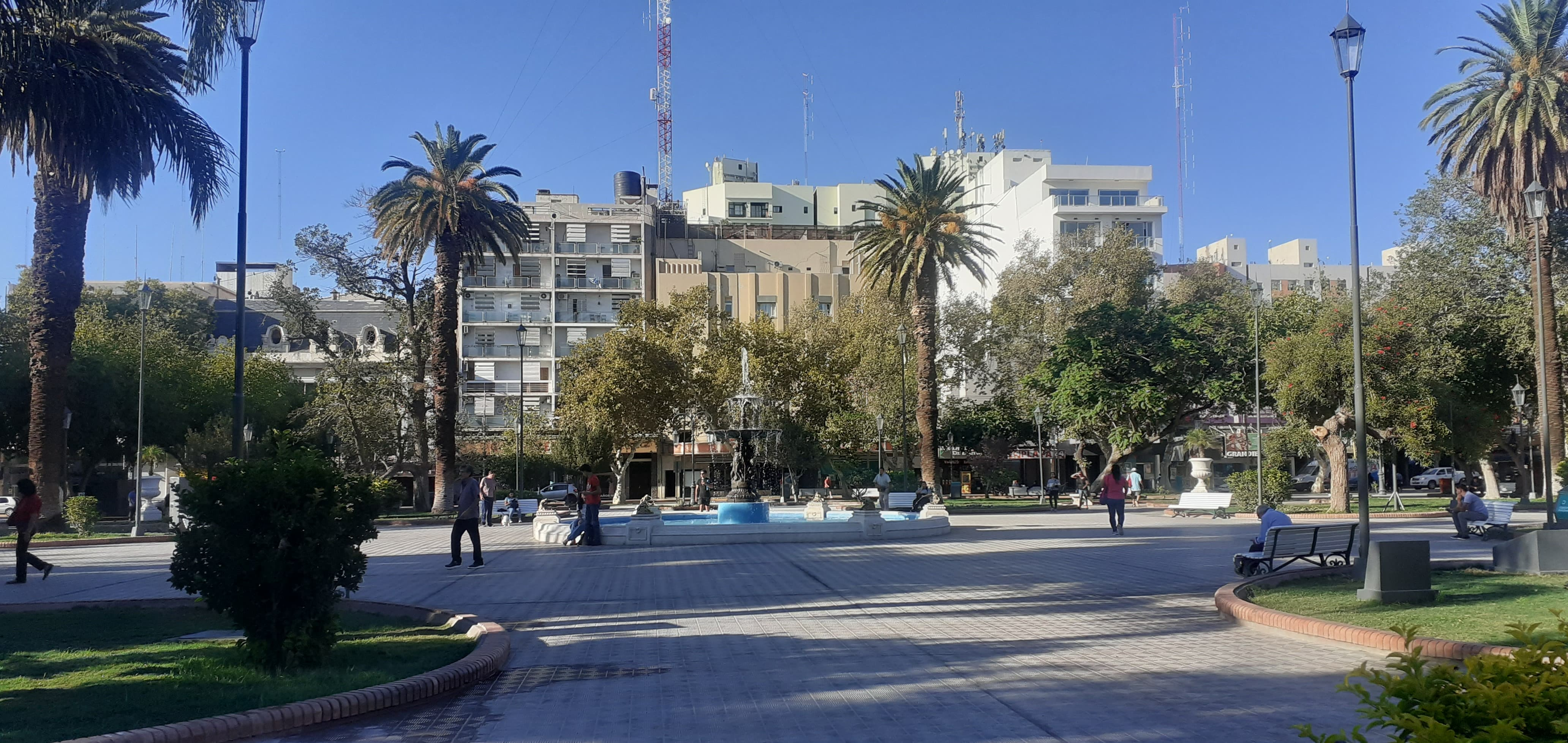
Plaza 25 de Mayo.

Uno de los símbolos más circulados y visitados en pleno microcentro, son las peatonales Rivadavia y Tucumán, con una extensión total de cuatro cuadras en forma Perpendicular entre ellas, constituyen un punto neurálgico en el centro de la ciudad. 
Fue recientemente remodelado, dándose esta inauguración en 2019, incluyendo un nuevo soterramiento, modernización de fachadas de local y la reforestación de árboles por una especie llamada Ibirapitá. En ellas se concentra la actividad comercial más intensa, sobre las mismas se encuentran varios paseos cerrados tales como la Galería Central, Galería Paseo del Sol, Galería Factory y Galería Epicentro.

### Problemática urbana

#### Elevada cantidad de viviendas deshabitadas
El parque habitacional de la ciudad cuenta con 138.410 viviendas para albergar a sus 494.639 habitantes, es decir, existe en promedio una vivienda para 3,57 personas. Esta relación de proporción es mayor al promedio de la provincia de San Juan (3,28 personas/vivienda), bastante más elevada que la media nacional (2,90 personas/vivienda) y también supera a la de las provincias vecinas (San Luis 2,58; La Rioja 2,66 y Mendoza 2,93). Puede considerarse así que el stock de vivienda existente es escaso en el contexto provincial, regional y nacional.
Así, 18 mil viviendas de la totalidad del parque habitacional de la ciudad de San Juan (esto es, el 13%) han sido registradas en el censo 2010 como deshabitadas. La densidad habitacional de este área urbana aumenta de 3,57 a 4,11 personas por vivienda si se excluye del análisis a estas viviendas. Capital es el departamento que lidera la lista de viviendas sin moradores: de las 39.320 unidades de vivienda que posee, casi una de cada cinco se encuentra deshabitada. Por el contrario, Chimbas es el departamento que menor incidencia de vivienda deshabitada tiene: 1.541 de 20.166 unidades (el 7,6%). La vivienda deshabitada puede asociarse a diversas causas: abandono, problemas sucesorios, reserva de valor, especulación sobre el alza de precios o uso no permanente de vivienda son algunas de ellas.
Los elevados índices de vivienda deshabitada manifiestan cierta falta de correspondencia entre el desarrollo inmobiliario y las necesidades habitacionales de la población. En los últimos años se ha asistido a una importante actividad de la construcción privada de vivienda. Sin embargo, el déficit habitacional persiste y parte de la población aún presenta enormes dificultades para acceder a una vivienda digna y formal a través de la compra o el alquiler, incluso en contextos de crecimiento económico con generación de empleo como el de la última década.

#### Elevada cantidad de parcelas urbanas no edificadas
San Juan también presenta una gran cantidad de lotes sin edificar. De un total de 137.479 parcelas urbanas, 11.553 (el 8,4%) no registran edificación alguna según la información catastral del año 2012. La presencia de terrenos baldíos se destaca especialmente en Rivadavia y Santa Lucía, municipios que contaban, al año 2012, con el 14,5% y 13,6% de sus parcelas en área urbana sin edificar. La incidencia del suelo urbano en desuso de estos ambos municipios en la ciudad es más que significativa, ya que con 5368 parcelas sin construir explican, en conjunto, casi la mitad de los terrenos baldíos del aglomerado.
Otro hecho llamativo es que Capital aún cuenta con 1.561 parcelas sin edificar que representan el 13,5% de los terrenos baldíos de la región. La distribución territorial de las parcelas sin edificaciones pone de relieve que existe una gran cantidad de suelo ocioso a lo largo del eje este-oeste de la ciudad, donde también se registra una fuerte especulación y valorización inmobiliaria. A pesar de la resistencia que existe en la ciudad por vivir en altura (vinculado con las condiciones de riesgo sísmico) resulta llamativa la gran cantidad de usos urbanos no concretados en el suelo metropolitano, especialmente en zonas bien servidas, consolidadas y localizadas como el área urbana de Rawson que, con 1.917 lotes baldíos, representa el 16,6% del suelo metropolitano en desuso.

## Red Tulum
Zona Centro - Oeste
Capital - Rivadavia 
* 100 , 101 , 102 , 103 , 104 , 120 , 121 , 122 , 123 , 124 , 125 , 126 , 127.
Zonda - Ullum
* 140 , 141 , 142 , 160 , 161, 162.
Zona Sur 
Rawson - Pocitos - Sarmiento 
*2 , 10 , 20 , 200 , 201 , 202 , 203 , 204 , 205 , 206 , 207 , 208 , 209 , 210 , 211 , 212 , 213 , 214 , 240 , 241 , 242 , 243 , 244 , 245 , 246 , 260 , 262 , 263 , 264 , 265 , 266 .
Zona Este
Santa Lucía - 9 de julio - Caucete - 25 de Mayo 
* 3 , 30 , 300 , 301 , 302 , 303 , 304 , 305 , 320 , 321 , 322 , 323 , 340 , 341 , 342 , 343 , 344 , 345 , 360 , 361 , 362 , 363 , 364. 
Zona Norte 
Albardón - Angaco - Chimbas - San Martín 
* 4 , 40 , 400 , 401 , 402 , 403 , 404 , 405 , 406 , 407 , 408 , 420 , 421 , 422 , 423 , 440 , 441 , 442 , 443 , 444 , 460 , 461 , 462.
Líneas Primarias 
* A , B , C , D , E 
* TEO , TNS

## Infraestructuras

### Educación
La ciudad de San Juan cuenta con numerosas escuelas de todos los niveles (nivel inicial, primario y secundario), 47 son colegios públicos provinciales, dependientes del Ministerio de Educación de la provincia. También se Destacan una serie de colegios privados.
Hay varios Institutos de Formación Docente, con ofertas para Educación Inicial, Primaria, Especial y algunas carreras para Secundaria.
En cuanto a la educación superior se destaca dos universidades: Universidad Nacional de San Juan conocida por sus siglas UNSJ, laica y pública, y la Universidad Católica de Cuyo, de raigambre religiosa y privada. Estas cubren la mayoría de las carreras universitarias que se dictan en todo el país.

### Movilidad
La mayor cantidad de edificaciones, equipamiento urbano, población y actividades económicas se han ido concentrando en el distrito o área central (CBD) de la ciudad. La acumulación histórica de estos procesos de concentración territorial ha contribuido a generar una fuerte dependencia funcional de los zonas que rodean a éste con importantes impactos en la morfología y los flujos de escala metropolitana. Al sur del, en Villa Krause, se distingue una centralidad de segundo orden que concentra una importante cantidad y variedad de actividades urbanas, pero que aún es insuficiente para satisfacer un volumen de demandas con cierta significancia. En el resto del área metropolitana predominan usos residenciales sin centralidades de jerarquía que contribuyan a la formación de una estructura territorial capaz de propiciar condiciones idóneas de autonomía funcional y administrativa a nivel gubernamental municipal, de fortalecimiento de las identidades departamentales y de mejor distribución espacial de las preferencias de localización residencial y empresarial.
En concreto esta ciudad está estructurada a través de una infraestructura vial de autopistas, un sistema vial troncal y un conjunto de redes secundarias. En conjunto este sistema permite la movilidad en términos de ingreso a la ciudad y a una escala metropolitana, garantizado una dinámica de tránsito de escala metropolitana. 
El sistema de autopistas está constituido por la A014 o avenida de Circunvalación y los accesos Norte y Sur. La primera de ellas rodea en forma de anillo el área central de la ciudad y parte de las zonas reconocidas como Concepción, Desamparados y Trinidad en el municipio de Capital. También cabe mencionar que recorre en su parte este zonas de Santa Lucía. La expansión de la ciudad ha generado que está autopista quedado dentro del perímetro urbano, razón por la cual está en proyecto la construcción de otro anillo que abarque la totalidad del aglomerado. Este podría denominarse como la Autovía o Autopista Orbital, ya que su circulación se realizará en forma circundante al área metropolitana, como una órbita, impidiendo el acceso de camiones de gran porte al interior de la ciudad. Cómo se mencionó los accesos Norte y Sur también son este tipo de infraestructura vial. Ambos se corresponden con la Ruta Nacional 40 y confluyen en la avenida de Circunvalación. El Norte estructura la conexión de Chimbas con el resto del área urbana y permite el ingreso desde Albardón, Angaco, Jáchal, Calingasta e Iglesia, en términos de escala provincial, mientras que a desde una escala nacional desde La Rioja, Catamarca entre otras provincias del norte argentino. Por su parte el Sur configura la circulación vial de la zona este de Rawson y el norte de Pocito. A su vez, hace posible el ingreso a la ciudad desde resto de las zonas de Pocito, el departamento Sarmiento y la vecina Provincia de Mendoza.
El sistema troncal está dado por redes viales, que pasando por su área central de la ciudad, conectan las áreas periféricas en forma directa. Así, en sentido este-oeste la avenida Libertador General San Martín es la vía de circulación más estructurante. Atraviesa este área urbana en toda su extensión conectando el área central con Desamparados, Rivadavia y Marquesado, al oeste, mientras que al este lo hace con Santa Lucía y Alto de Sierra. Asimismo, es la vía que permite ingresar a la ciudad al hacerlo desde Ullum y Zonda (por el oeste) y de San Martín y Angaco (por el este). Sobre esta avenida se encuentran sitios como la Casa Natal de Domingo Faustino Sarmiento, edificios como el del Centro Cívico, la Legislatura Provincial y Casa de Gobierno, también la sede del INPRES, la Basílica de Nuestra Señora de los Desamparados y el Hospital Marcial Quiroga. El Parque de Mayo y las plazas Laprida y de Desamparados también se encuentran sobre esta arteria. En este mismo sentido, y paralela a esta última red, la avenida José Ignacio de la Roza también es de importancia. Está comienza en centro de la ciudad (específicamente en Plaza 25 de Mayo) y establece una conexión con el Barrio del Bono, Rivadavia y La Bebida. En esta vía las universidades Nacional de San Juan y Católica de Cuyo tienen sus principales instalaciones. En el caso de la de San Juan se sitúa el Complejo Universitario Islas Malvinas (CUIM) donde tienen sede las facultades de Ciencias Sociales, Ciencias Exactas, Físicas y Naturales, y Arquitectura, Urbanismo y Diseño. Ambas arterias confluyen en la Quebrada de Zonda, área turística de significancia dónde se ubica el Autódromo Eduardo Copello, Jardín de los Poetas entre otros atractivos. Otra arteria este-oeste de importancia es la avenida Benavidez que es la que permite la dinámica del norte de Rivadavia y de gran parte de Chimbas, mientras que por el este es la responsable de canalizar flujos del este de Chimbas, El Mogote y la zona norte de Santa Lucía. 

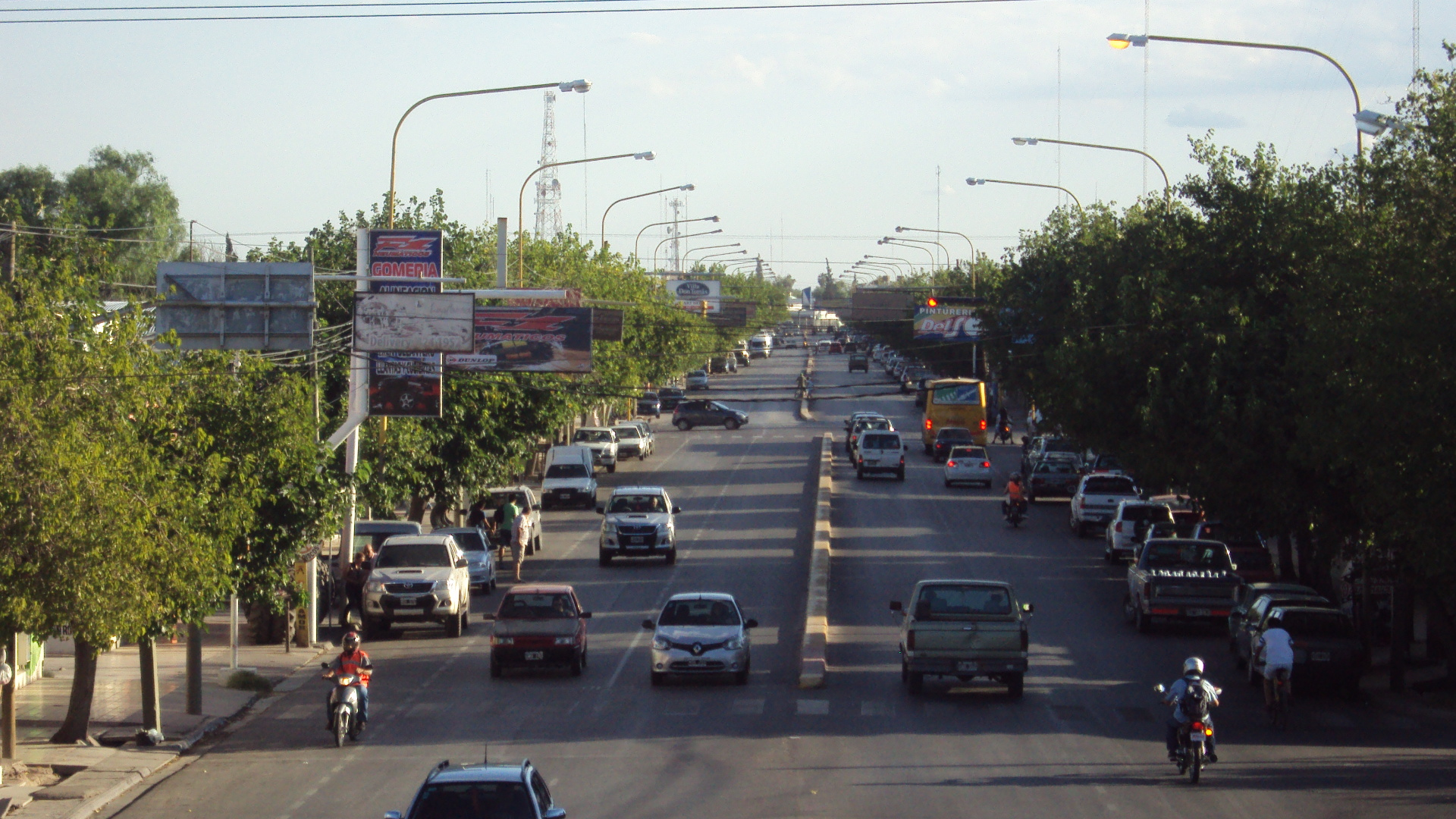
Avenida España en Rawson.
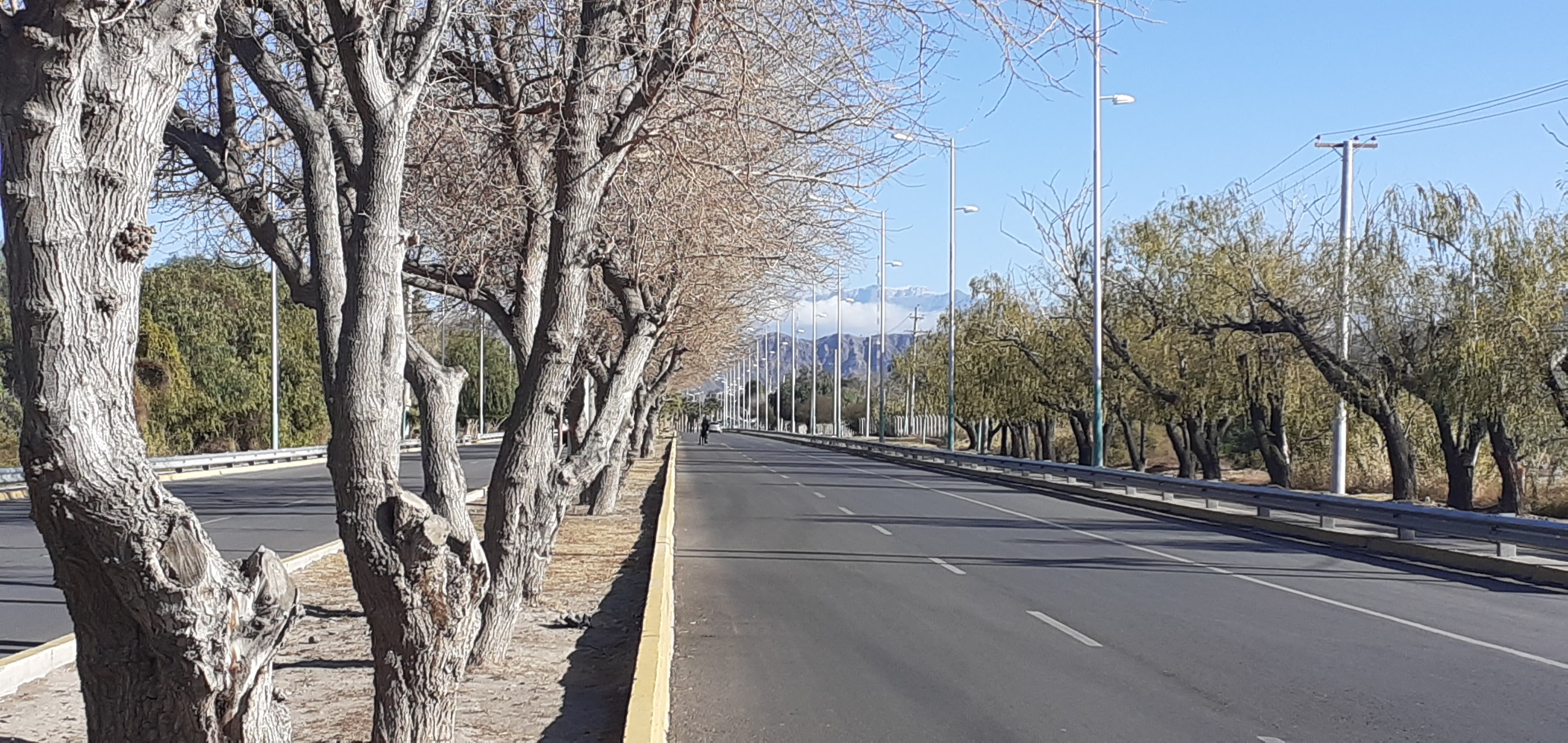
Av. Lib. Gral. San Martín entre Marquesado y Rivadavia
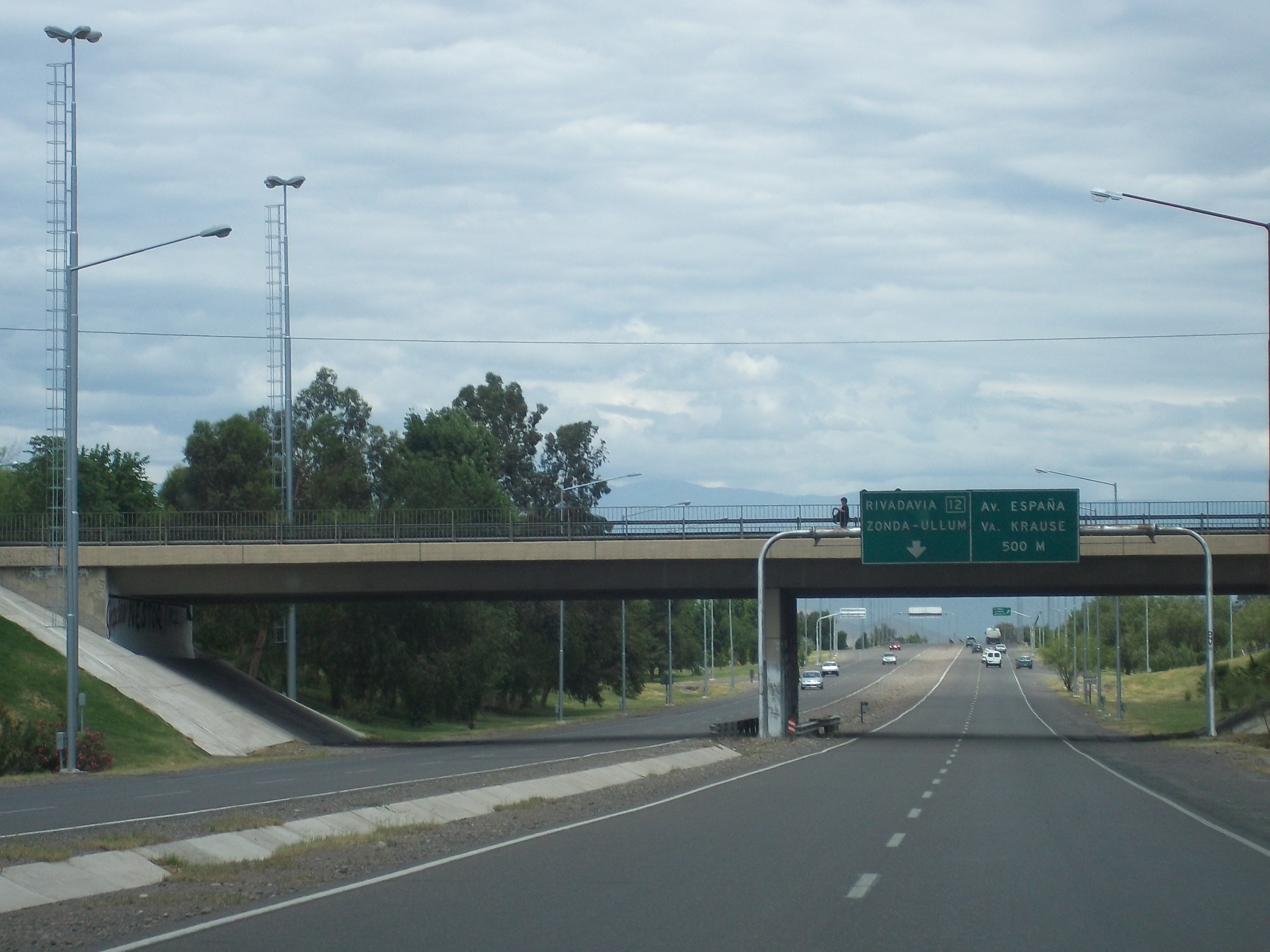
Av. de Circunvalación en Trinidad, Capital.
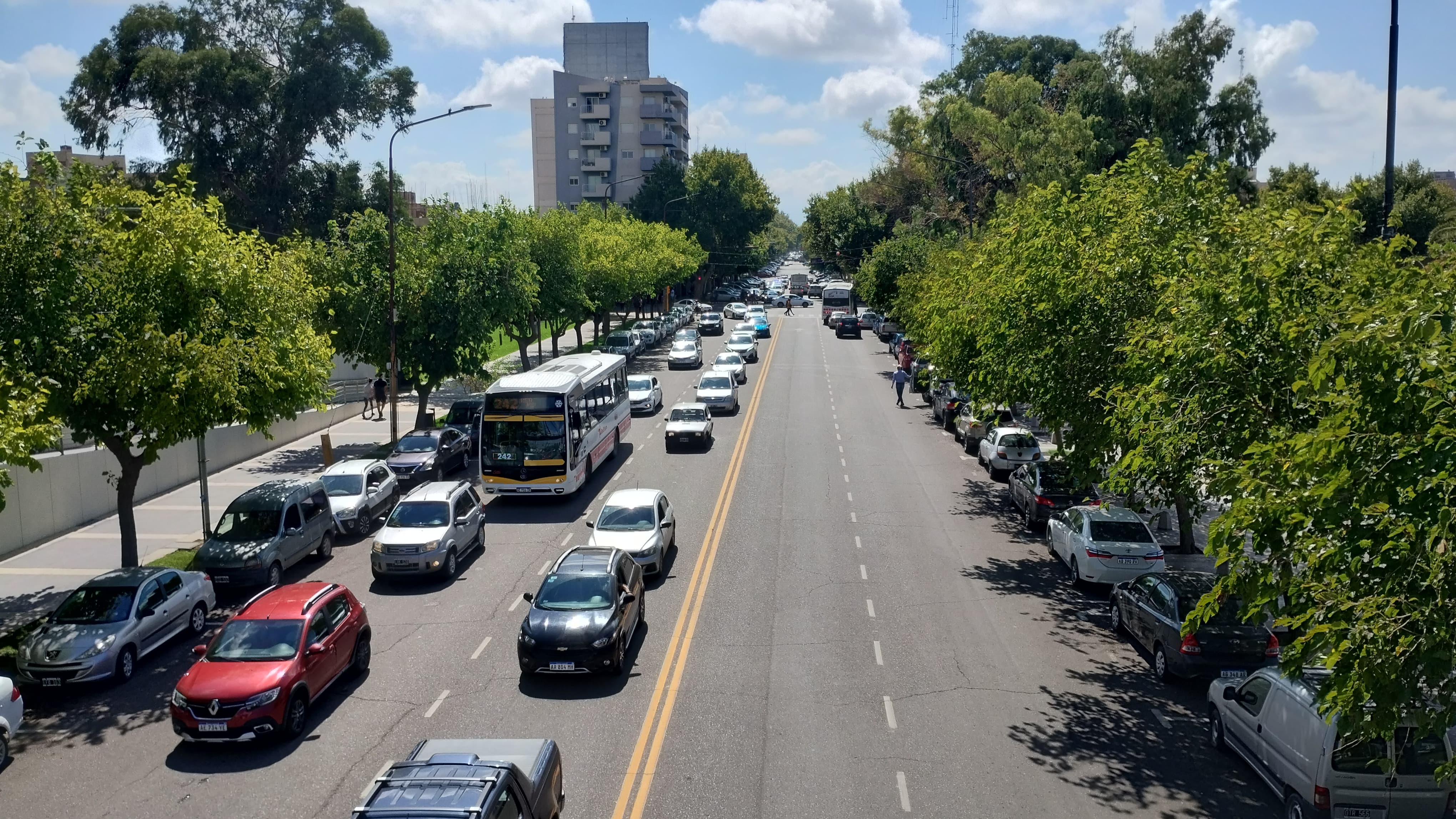
Av. José I. de la Roza, al ingresar al centro de la ciudad.

En sentido norte-sur la calle Mendoza, adquiere adquiere singular importancia al atravesar este área urbana en toda su extensión. Por el norte estructura y drena flujos de tránsito en Chimbas al transitar su localidad cabecera: la Villa Paula Albarracín de Sarmiento en sentido al área central, tras haber transitado por Concepción. En el sur recibe el nombre de avenida Mendoza y en parte avenida Joaquín Uñac y establece conectividad, de forma paralela con la calle General Acha, con Trinidad, Rawson y su localidad cabecera: Villa Krause, el nodo comercial del área metropolitana más importante después del existente el área central. Cabe indicar también que canaliza flujos de tránsito del área norte de Pocito. Asimismo, es el ingreso a la ciudad que tienen el resto de las localidades de Pocito como Villa Aberastain y La Rinconada. La calle Salta en el oeste de Chimbas es otras arteria en este mismo sentido que podría considerarse de carácter troncal, conectando esta última zona con Concepción y el área central. La avenida España, es otra red de este tipo, y que cabe indicarla como una vial de circulación que presenta una actividad comercial importante. A su vez se constituye como la vía a través de la cual se establece un conexión directa entre el sector central, específicamente el edificio del Centro Cívico, el Parque de Mayo, el Teatro del Bicentenario y la Plaza del Bicentenario con Rawson y principalmente Villa Krause.   
También se destaca una denominada vía rápida Conector Sur "15 de Enero" que conecta el microcentro con los suburbios del sur y Villa Krause.

#### Transporte público
El transporte urbano público de pasajeros de la ciudad de San Juan está constituido por un sistema denominado Red Tulum que se organiza a partir de una red primaria y una secundaria de líneas o recorridos de ómnibus que tienen como propósito conectar el área central con la periferia y el resto de los asentamiento poblacionales de la provincia de San Juan. La red primaria está constituida por recorridos denominados troncales, corredores, interurbanos y perimetrales. Todos ellos tienen como rasgo común recorridos lineales y extensos, de pocos quiebres, a excepción de los corredores perimetrales, que por ser periféricos han debido acomodarse a una base más irregular. Establecen conectividad al interior del Gran San Juan y zonas de los departamentos Albardón, Caucete, Pocito y 9 de Julio. La red secundaria tiene por función conectar áreas no servidas por la primaria como barrios periféricos y los departamentos restantes que conforman la provincia. Además, este sistema cuenta con dos estaciones de trasbordo que se localizan en el área central de la ciudad y se trata de las estaciones Córdoba y Mitre. Este sistema fue inaugurado el 4 de diciembre de 2021 y esta reguluado por el Gobierno de la provincia de San Juan y el servicio lo prestan un conjunto de empresas privadas. Al ser un sistema con pocos meses de uso, todavía esta en implementación cambios de recorridos y construcciones de nuevas terminales transbordadoras.

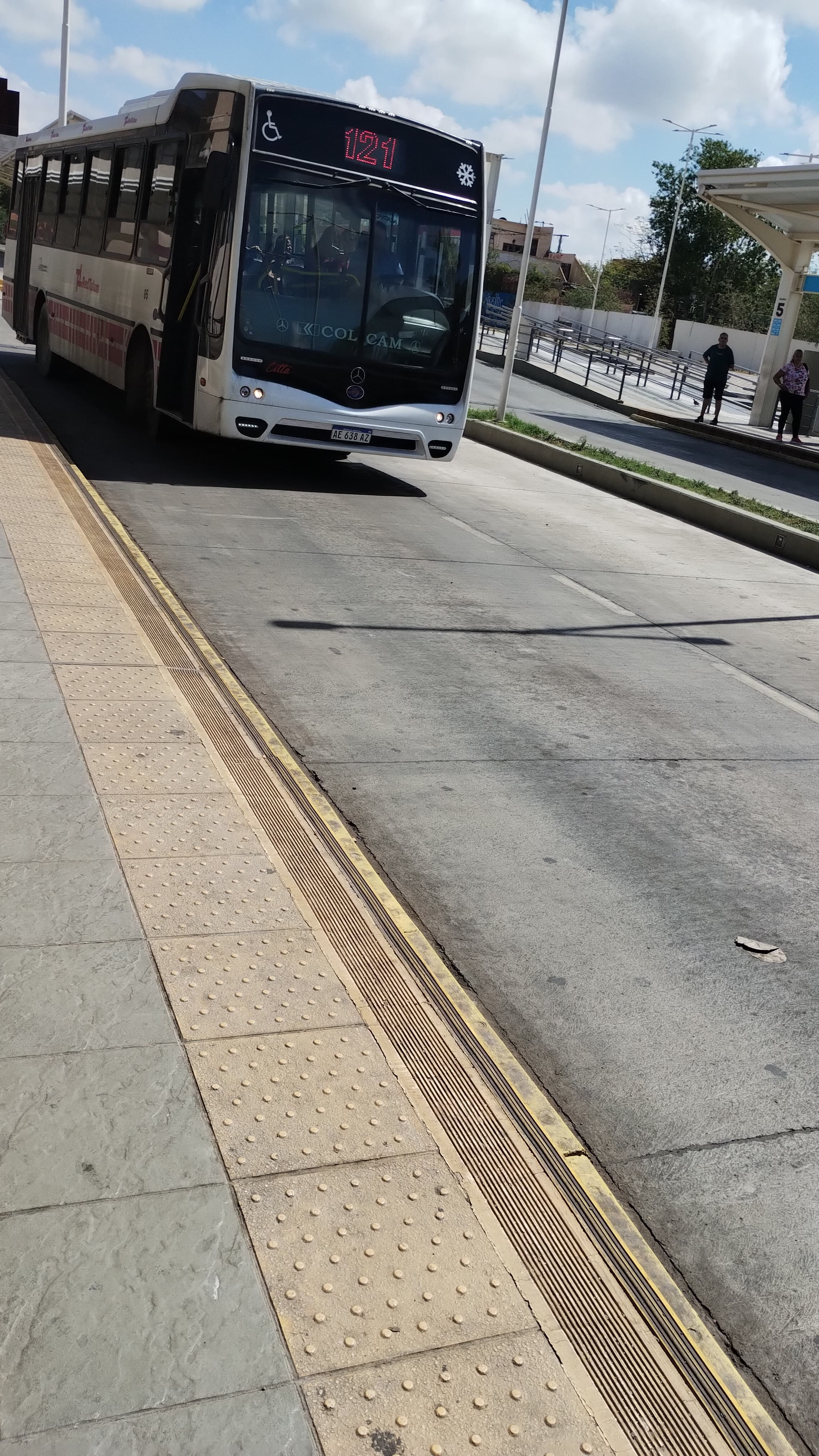
Ómnibus de línea 121.
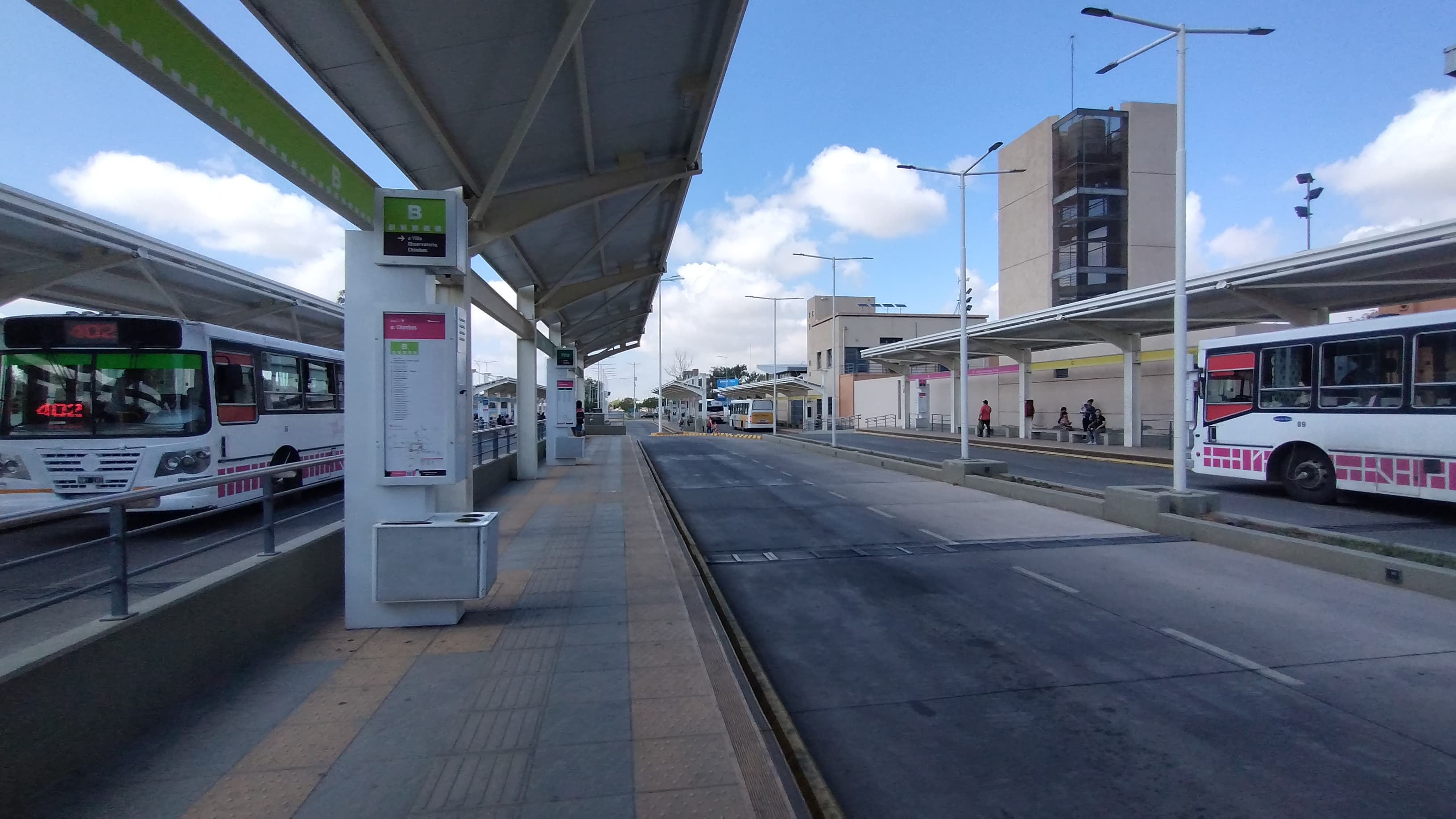
Estación Córdoba.
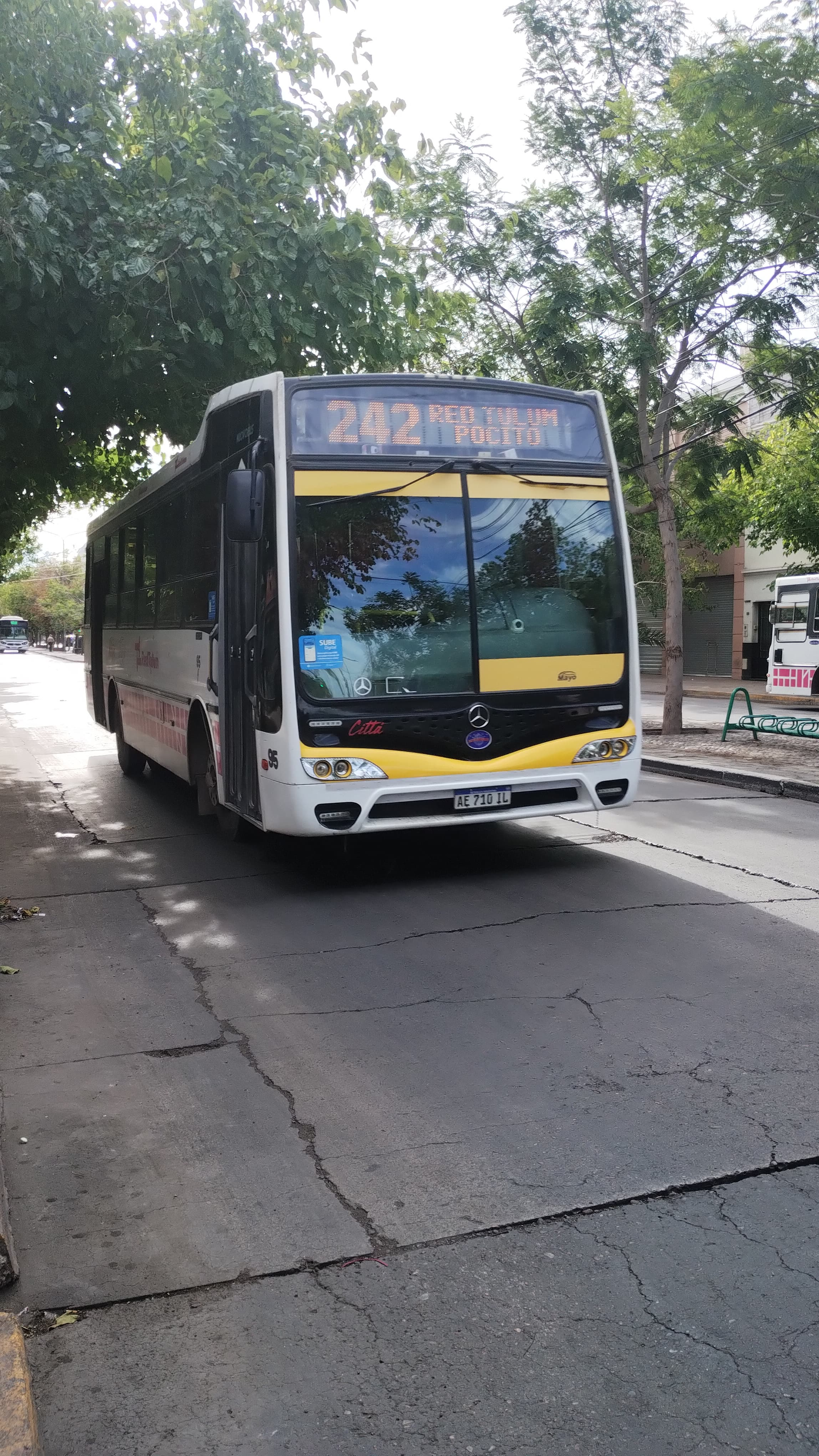
Ómnibus de línea 242.
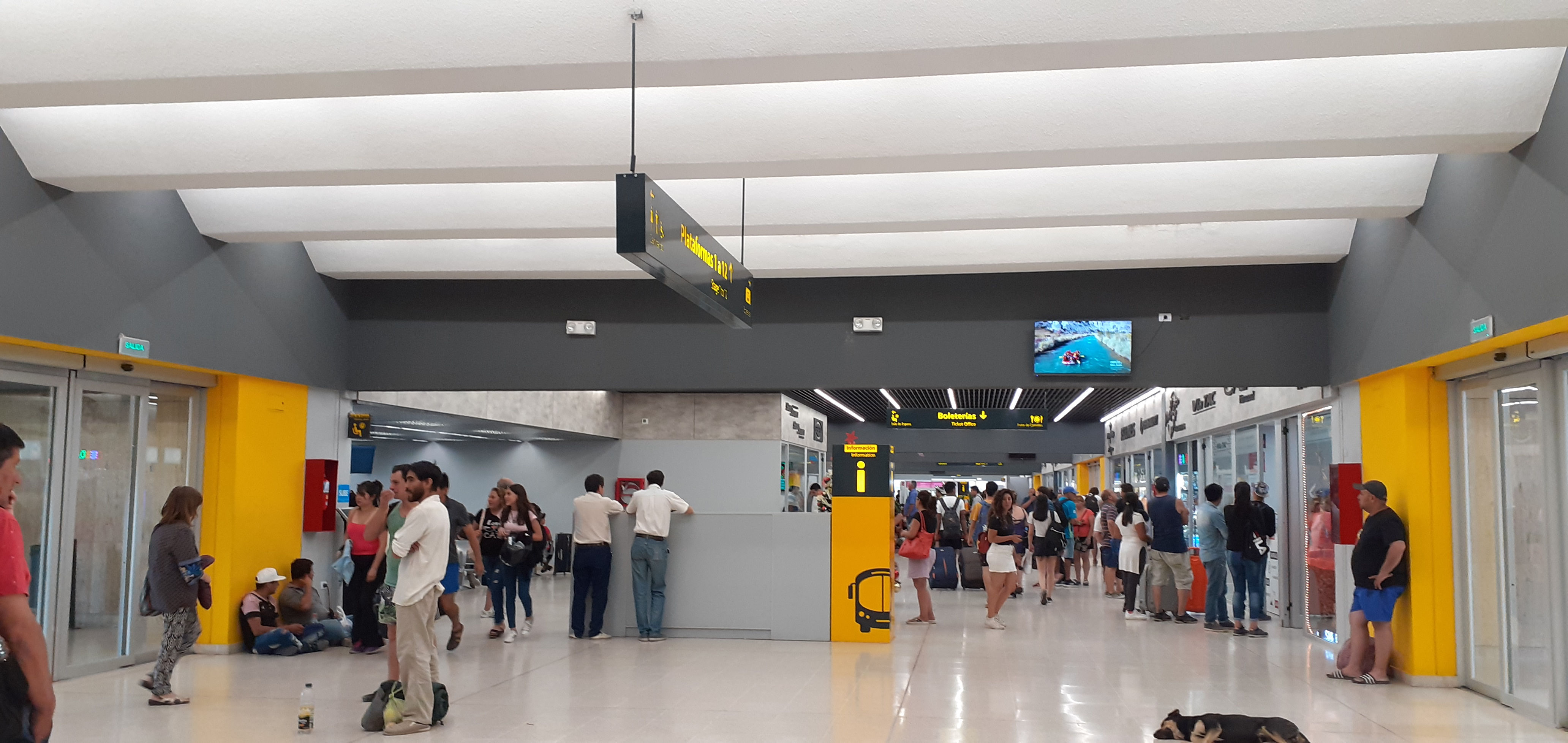
Estación Terminal de Ómnibus de larga distancia.
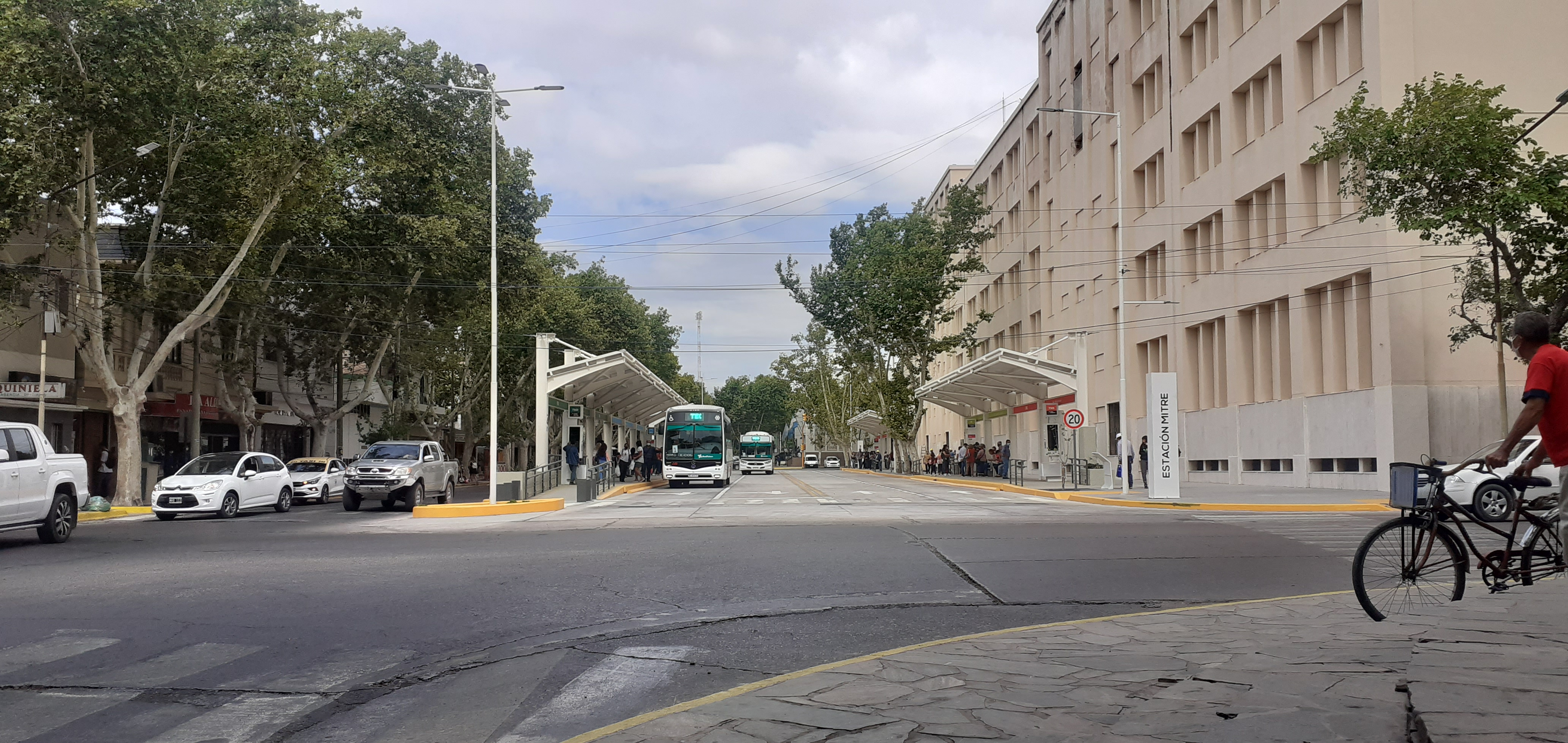
Estación Mitre

| Líneas de ómnibus de la ciudad | Líneas de ómnibus de la ciudad                                                                                                | Líneas de ómnibus de la ciudad                                        | Líneas de ómnibus de la ciudad                                               | Líneas de ómnibus de la ciudad         | Líneas de ómnibus de la ciudad          | Líneas de ómnibus de la ciudad            |
| --- | --- | --------------------------------------------------------------------- | ---------------------------------------------------------------------------- | -------------------------------------- | --------------------------------------- | ----------------------------------------- |
| Líneas que unen San Juan (Centro) con Desamparados, Rivadavia, Marquesado y La Bebida                                              | Líneas que unen San Juan (Centro) con Trinidad, Rawson, Va. Krause y Pocito Norte                                             | Líneas que unen San Juan (Centro) con Santa Lucía                     | Líneas que unen San Juan (Centro) con Concepción, Chimbas y El Mogote        | Líneas que unen a Rawson con Rivadavia | Líneas que unen a Rivadavia con Chimbas | Líneas que unen a Santa Lucía con Chimbas |
| TEO1 - TEO2 - TEO3 - A - 100 - 101 - 102 - 103 - 104 - 121 - 122 - 123 - 124 - 126 - 129 - 130 - 140 - 141 - 142 - 160 - 161 - 162 | TNS - C - 2 - 200 - 201 - 203 - 204 - 205 - 206 - 208 - 209 - 210 - 211 - 213 - 214 - 241 - 242 - 243 - 244 - 246 - 247 - 262 | TEO 2 - TEO 3 - D - 3 - 300 - 301 - 302 - 303 - 304 - 305 - 320 - 322 | TNS - B - 4 - 30 - 400 - 401 - 402 - 403 - 404 - 405 - 406 - 407 - 408 - 421 | 10 - 120 - 212                         | 40 - 120 - 128 -                        | 30                                        |

El transporte público de larga distancia es atendido en la denominada Estación Terminal de Ómnibus de San Juan, con más de 6,000 m² más el sector de andenes y plataforma de unos 4.000 m² aproximadamente. Posee sala de espera, locales para la administración, boleterías, oficina de Informes, policía, sala de primeros auxilios, cabinas telefónicas, locales comerciales, restaurante-sanitarios y cocina.
El Aeropuerto Domingo Faustino Sarmiento se encuentra a las afuera de la ciudad a unos 9 kilómetros, en el Departamento 9 de julio. Su código aeroportuario es UAQ. Dicho aeropuerto atiende el transporte aéreo desde San Juan hacia la ciudad de Buenos Aires y demás ciudades del país. El predio se encuentra en un proceso de remodelación y ampliación de las terminales, para convertirlo en un Aeropuerto Internacional.

### Servicios públicos
Sus habitantes cuentan con un elevado acceso a los servicios públicos, el 99,9% cuenta con agua potable, con la misma cuenta cantidad de electricidad de red, el 92,8% cuenta con gas de red, el 99,6% con alumbrado público, el 99,3% con recolección de residuos y el 89,7% de los hogares cuenta con telefonía. El servicio de gas natural es suministrado por la empresa privada Eco gas. El servicio eléctrico se encuentra a cargo de la empresa privada Energía San Juan. El servicio de telefonía móvil es brindado por Movistar, Claro y Personal. El servicio de recolección de residuos se encuentra organizado por los municipios de Capital, Chimbas, Pocito, Rawson, Rivadavia y Santa Lucía. El servicio de salud es atendido por diferentes entidades privadas y el sistema de salud pública gestionado por el Gobierno de la provincia de San Juan, los hospitales Rawson y Marcial Quiroga son los establecimientos de mayor jerarquía localizados en la ciudad.
La provisión de agua potable es similar a la eléctrica. Capital, Rivadavia y Santa Lucía poseen una cobertura aproximada del 100%, Rawson y Chimbas del 96% y Pocito con un 91 %. No ocurre lo mismo con las redes de gas y cloacas, que presentan una desigual distribución territorial. El desagüe cloacal, factor socio-ambiental que influye directamente en la salud de la población, manifiesta esta inequidad: cuando se realizó el censo 2010 sólo un tercio de los hogares del Gran San Juan contaba con conexión a la red pública de cloaca. El mayor contraste se da entre Capital, con casi el 80% de cobertura, y Chimbas y Pocito con sólo el 2,4% y 6,7% de los hogares conectados. Esta desigualdad en el acceso a los servicios básicos se reitera con otros indicadores habitacionales que afectan a la salud, por ejemplo, con el tipo de instalación sanitaria que presentan las viviendas. En este sentido, contrasta nuevamente la situación de Pocito y Chimbas en donde el 11% y 24% de las viviendas no poseen baño con descarga de agua o retrete. En Capital esta incidencia se reduce al 2,6% de las viviendas. Se destaca que desde principios de 2012 se ha comenzado con el proyecto de ampliación de la red de desagües cloacales, proyecto que alcanza los departamentos de Chimbas, Santa Lucía y Rawson. Prevé cubrir al 2015 el 80 % de la demanda actual de cloacas. La red de gas natural se encuentra en estado de permanente ampliación, sin embargo, los niveles de cobertura son bajos y expresan desequilibrios importantes entre los distintos departamentos de esta área urbana. La ampliación de la capacidad del sistema de distribución Mendoza-San Juan permitiría desarrollar una mayor cobertura de esta red.

### Equipamientos urbanos

#### Complejo ambiental San Juan
El Complejo Ambiental San Juan es una infraestructura que promueve la aplicación de nuevas tecnologías para la gestión ambiental y disposición de residuos, la investigación, la educación y la producción industrial. El complejo está ubicado en el piedemonte de la Sierra Chica de Zonda, en Rivadavia a las afuera de la ciudad y está constituido por el Centro Ambiental Anchipurac, el Parque de Tecnologías Ambientales (PTA) y el Parque Industrial Tecnológico Ambiental Regional (PITAR). 
En el primero se desarrollan su actividad el Laboratorio y el Observatorio Ambiental, donde se trabaja en proyectos de innovación tecnológica en el campo de las energías renovables y en el uso de residuos como materia prima para generar nuevos materiales, mientras que el observatorio se ocupa de caracterizar, evaluar y monitorear los aspectos ambientales claves de la provincia. El segundo recibe transportes con residuos sólidos urbanos y asimilables las 24 horas de los 365 días del año. Estos provienen del sector privado y de los municipios, principalmente que gestionan la ciudad. Aquí los residuos son separados, clasificados y recuperados para reciclaje o dispuestos como relleno sanitario. Y el segundo se encuentra en desarrollo y se trata de un parque sustentable en el que se instalan industrias públicas y privadas que procesarán residuos recuperados. Utilizarán como materia prima desechos electrónicos, de pilas y baterías, caucho, papel, cartón y plástico, entre otros.

#### Ciudad deportiva
La ciudad deportiva es un complejo que aglutina un conjunto de equipamiento para prácticas de diferentes deportes ubicado en la periferia sur de la ciudad en Pocito. Está constituido por el Estadio San Juan del Bicentenario, el Velódromo Vicente Alejo Chancay y un Skatepark.

#### Costanera, complejo ferial
El Costanera, complejo ferial, es una equipamiento que ofrece un conjunto de servicios para la puesta en prácticas de eventos de diferentes escalas. Se localiza en el borde norte de la ciudad en Chimbas. Aquí anualmente se desarrolla la Fiesta Nacional del Sol y Feria Internacional de Artesanías.

### Medios de comunicación
La ciudad de San Juan cuenta con cuatro canales de televisión por aire:
- Canal 4 (San Juan): es el canal religioso de San Juan. Cuenta en su mayoría con contenido de producción local y religioso.
- Canal 5: uno de los canales de San Juan. Su programación en su mayoría es por parte de Telefe o C5N.
- Canal 8: es el canal más antiguo de San Juan. También es operada por parte de UNO Medios. Cuenta con repeticiones de América TV y Canal 13 ambos de la ciudad de Buenos Aires.
- Canal 13 San Juan TV: el más reciente de San Juan.

Dos empresas de televisión por cable:
- Supercanal: empresa de TV Cable, TV Digital y Triple Play del País.
- DirecTV: empresa internacional de TV satelital.

Cinco diarios impresos y digitales:
- Diario de Cuyo: fundado en 1946, es el diario de mayor tirada y lectores de la provincia, tanto en su edición impresa como en su edición digital. Se lo puede conseguir también en provincias como Mendoza.
- Diario Huarpe: diario especialmente hecho de tamaño de bolsillo, su edición es impresa y sale diariamente, también cuenta con una edición digital y su principal característica es que se lo puede adquirir gratuitamente sin costo alguno.
- SanJuan8: el semanario de San Juan solo edición digital. Es operado por el grupo UNO Medios.
- Tiempo De San Juan : uno de los diarios nuevos e importantes de San Juan.
- Diario El Zonda : fue fundado por D. F. Sarmiento, actualmente se lo puede conseguir mediante su edición impresa y su edición digital.
- Diario La Provincia : es uno de los diarios más modernos y objetivos de la provincia. Su edición es digital.
- Diario La Ventana : diario digital de San Juan, manejado por la Familia Bataller.
- El Nuevo Diario : diario de edición digital, su edición impresa es semanal, pertenece también a la Familia Bataller.

Medios impresos como semanarios y revistas, cinco radios de amplitud modulada (AM):
- LV1 Radio Colón: cuenta con antena potente que es la más alta de San Juan, A pesar de eso emite desde una torre desde el centro de la ciudad. Antes era denominada "Radio Graffigña". También se emite por FM 106.3.
- LRA 23 Radio Nacional San Juan: una de las radios de LRA Radio Nacional; fundado en 1985. Se emite también por FM 101.9.
- LV5 Radio Sarmiento : es la radio más antigua de San Juan fundada en 1925. Antiguamente fue denominado " Radio Los Andes ". Se emite también en FM 104.7.
- AM1020: una de las radios importantes y favoritas de la ciudad de San Juan. También se emite por FM 96.3.
- AM Las 40: es la radio folclórica de San Juan. Se emite también por FM 105.1.

Y una gran cantidad de radios de frecuencia modulada (FM) locales o repetidoras de grandes radios de Buenos Aires o de otra provincia que pueblan el espectro radiofónico de la ciudad como:
- Radio La Voz 100.5
- Cosmos Fm 93.5
- La Red San Juan 89.3
- Cadena 3 San Juan 88.5
- Antena 1 San Juan 98.5
- FM Líder 104.3
- Radio Del Sur 101.1
- Mega Puro Rock Nacional 98.9
- Metropolitana 97.7

## Turismo

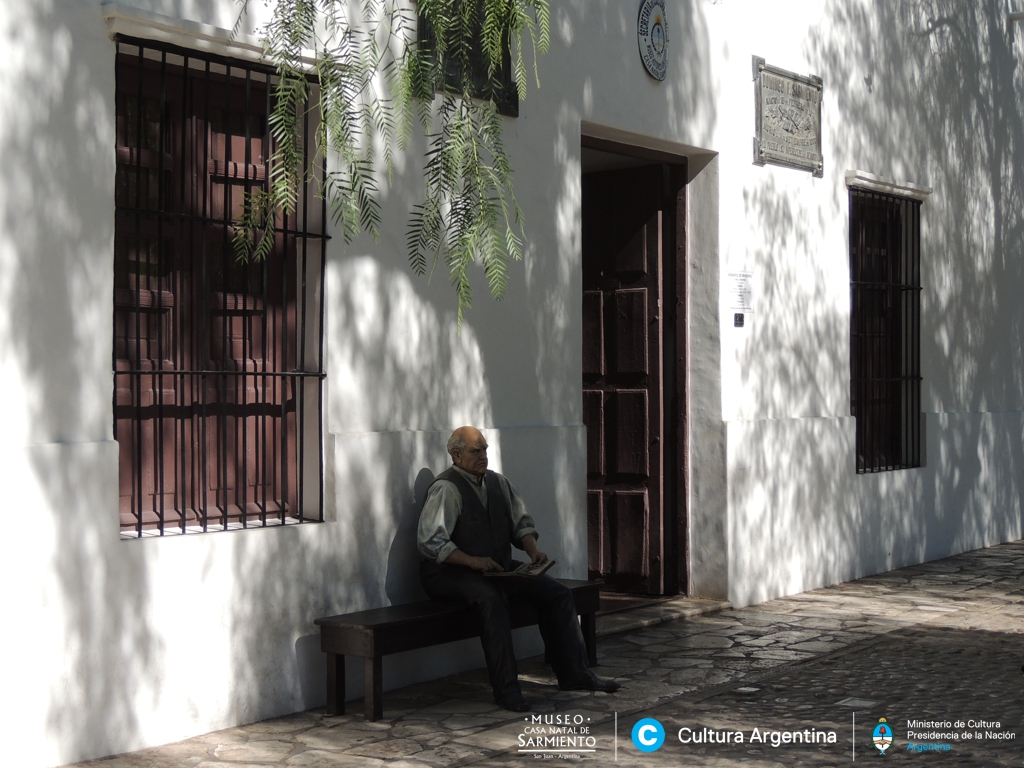
Casa Natal de Domingo Faustino Sarmiento, el sitio más visitado de la ciudad

De moderna arquitectura, con amplias calles, vistosas avenidas y arboladas veredas, la ciudad de San Juan concentra pintorescos sitios para conocer sitios culturales como museos o de esparcimientos. Se encuentra en un pintoresco entorno natural de sierras y quebradas que forman un lugar ideal para los que buscan disfrutar intensamente de las bondades de la naturaleza.  
Es punto de inicio del recorrido por las bodegas que integran la Rutas del vino de San Juan, que conjugan tradición y tecnología de punta y permiten conocer los secretos de la elaboración de los vinos que se distinguen en el mundo. 

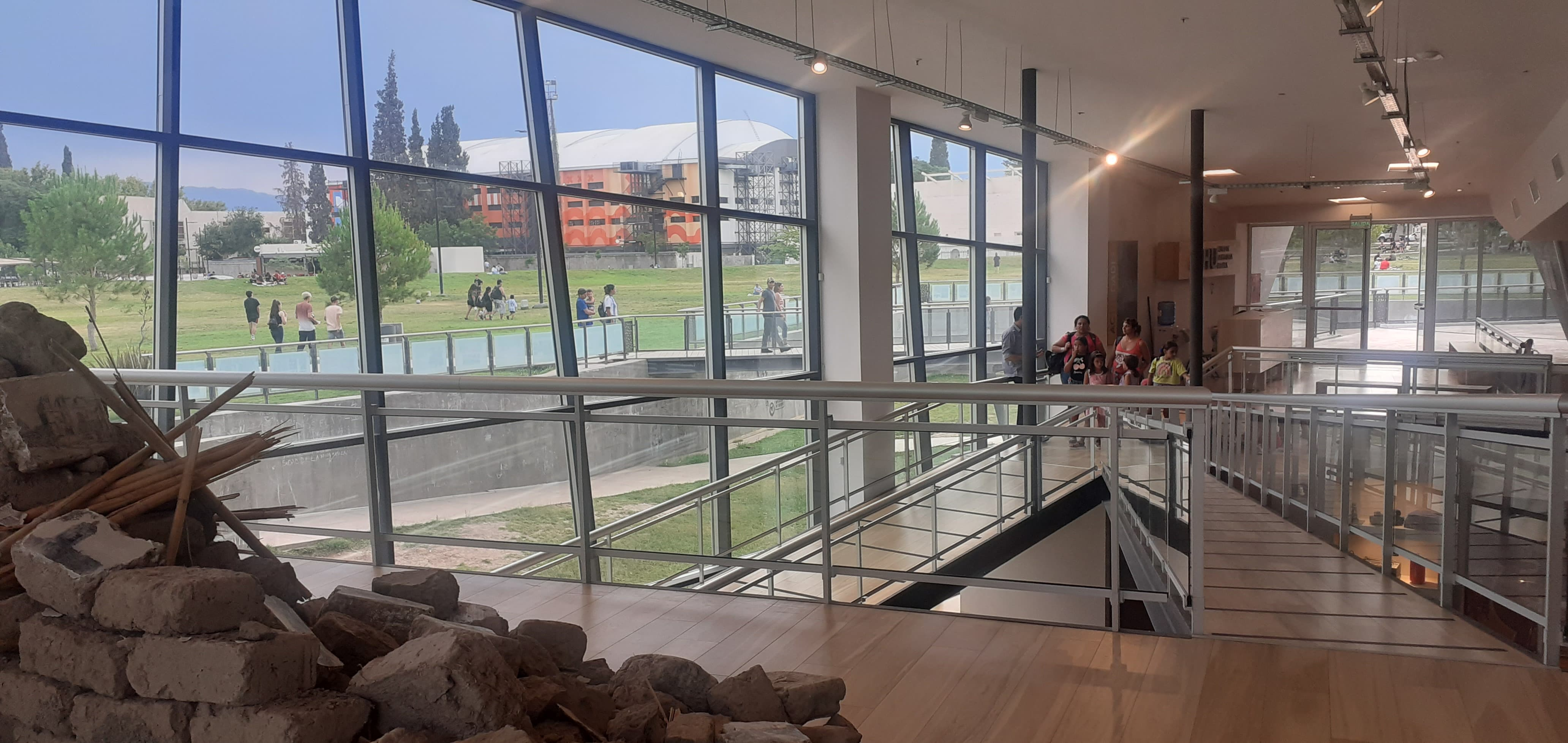
Interior del Museo de la Historia Urbana de la ciudad.

Entre los sitios culturales se destaca el Museo Provincial de Bellas Artes Franklin Rawson, en donde se encuentra un valioso patrimonio de pinturas y esculturas, grabados y dibujos de los más grandes maestros nacionales. Otro sitio de gran importancia es la Casa Natal de Domingo Faustino Sarmiento, que fue el primer monumento histórico nacional de Argentina y la casa donde nació Domingo Faustino Sarmiento, el 15 de febrero de 1811. Cuenta con 9 salas, en las cuales pueden admirarse reliquias, muebles, fotografías, medallas conmemorativas, periódicos y libros escritos por Sarmiento en sus colecciones originales y en el patio central de la casa se conserva un retoño de la higuera y una réplica del histórico telar de doña Paula Albarracín de Sarmiento, su madre, de quien Sarmiento hace mención en su libro "Recuerdos de Provincia". 
La Celda de San Martín y el Convento de Santo Domingo, también de gran interés cultural y declarado Museo Histórico Nacional, el edificio data del siglo XVII. En él se encuentra la celda (dormitorio) que fue cedida al General San Martín, durante su estadía en la ciudad de San Juan, mientras preparaba la campaña Libertadora a Chile.  
Además, para eventos musicales de orquesta, encontramos el Auditorio Juan Victoria, un recinto de renombre nacional que tiene una capacidad para 976 personas. Es conocido por tener una acústica excepcional, especial para escuchar el extraordinario órgano de 3.565 tubos y 61 registros que hay en la sala.
A las cercanías del Centro Cívico, se encuentra el Teatro del Bicentenario, un imponente recinto cultural inaugurado en octubre de 2016, el más importante de la provincia, la cual permite la producción artística de espectáculos artísticos de talla internacional. 
Con una capacidad de 1129 espectadores, es reconocido por uno de los teatros más modernos y vanguardistas del país.
Se destacan a su vez el Museo de Ciencias Naturales, actualmente en construcción, donde se podrán observar elementos de la flora, fauna y gea (minerales y rocas) especialmente de la provincia de San Juan y restos fósiles del período triásico encontrados en Ischigualasto; el Museo Santiago Graffigna (perteneciente a la Bodega Graffigna) que exhibe máquinas, toneles y prensas que se utilizaron en el siglo pasado para la fabricación del vino, hay piletones, cubas de añejamiento y almacenamiento del vino y viejos carretones y también se hacen degustaciones, catas y ventas de vinos; el Museo Histórico y Biblioteca Hermanos Nacif Weiss a través de su visita nos muestra manifestaciones artísticas en retratos y cuadros de pintores nacionales y extranjeros, escultores, joyas, artesanías, piezas de folclore cuyano y de otros lugares, se trata de un museo de tipo histórico-geográfico-arqueológico; la Biblioteca Franklin puesto que es la biblioteca popular más antigua de Sudamérica, fundada en el año 1886.

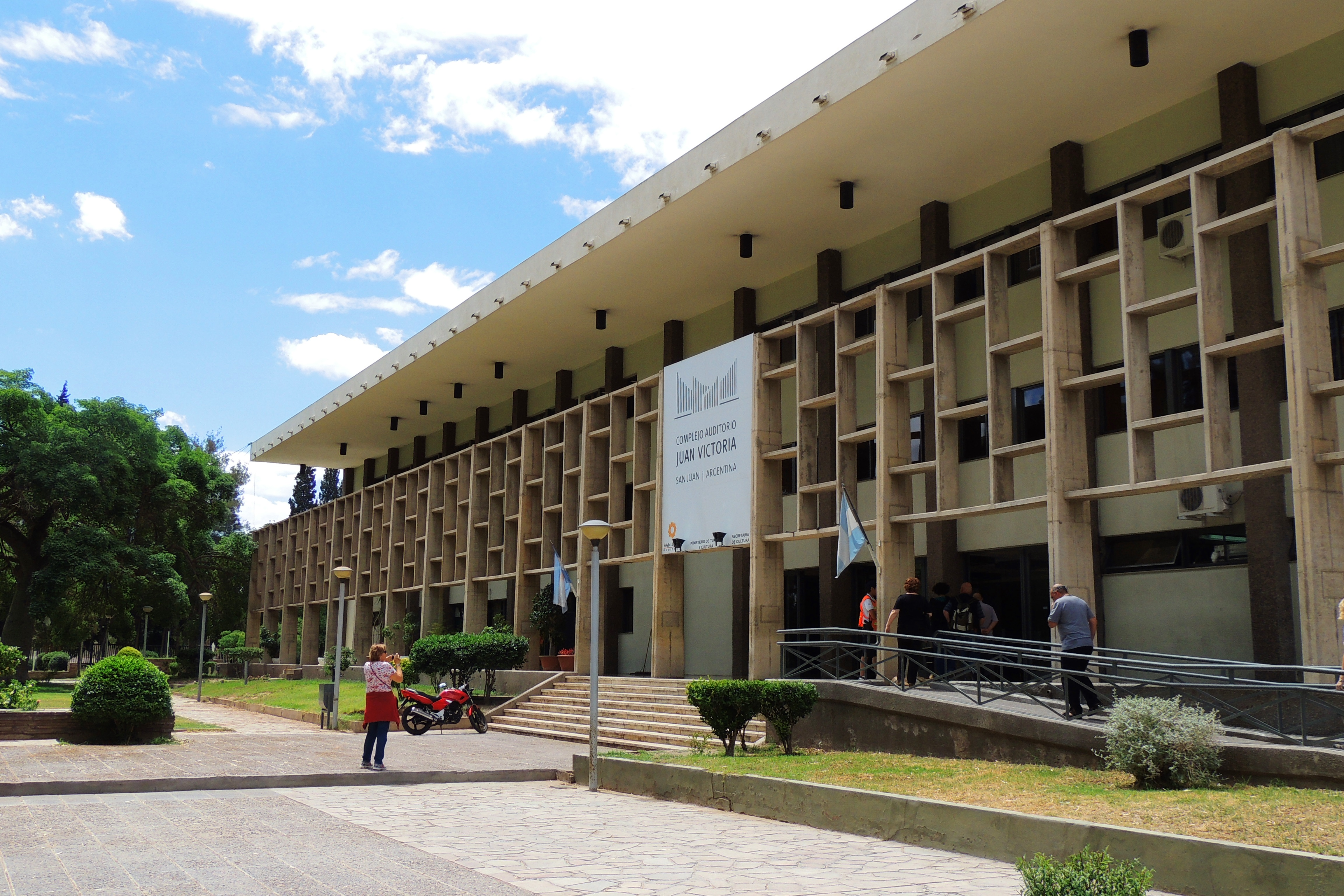
Auditorio Juan Victoria

Los sitios de esparcimientos del centro de la ciudad se caracterizan por su frondosa vegetación, entre ellos está el Parque de Mayo, que con sus casi cuatro hectáreas es el mayor pulmón de la ciudad, donde abundan los paseos deportivos y monumentos de diversas personalidades, destacándose la presencia de un lago artificial. La Plaza 25 de mayo, ubicada en el centro de la ciudad y testigo fiel de la historia sanjuanina, es el lugar indicado para el descanso y conocer sus monumentos, como el que recuerda a Domingo Faustino Sarmiento. A sí mismo la Plaza Aberastain, también es punto obligado para detenerse, con el objetivo de apreciar la fuente de agua y la estatua de Aberastain. Otro punto de esparcimiento es la Plaza Laprida, donde la frondosa vegetación arbórea de plátanos es admirable. Otros puntos de esparcimientos son la Plaza Hipólito Irigoyen, conocida popularmente con el nombre de "Plaza la Joroba", debido a la pequeña montaña que se levanta cubierta con césped construida a partir de los escombros de la edificaciones que se derrumbaron durante el terremoto de 1944.

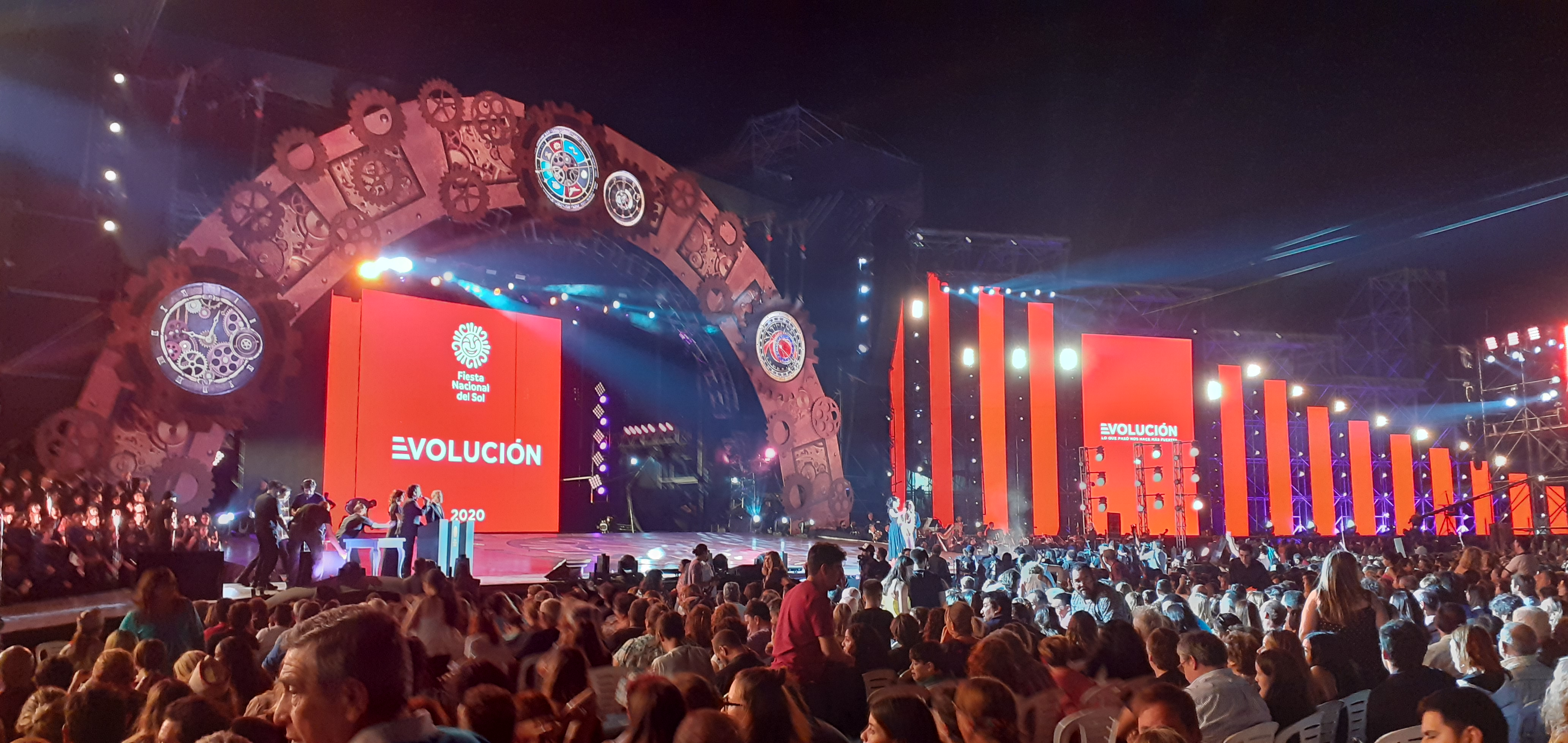
Fiesta Nacional del Sol

Entre los sitios más emblemáticos de carácter religioso de la ciudad esta la Iglesia Catedral, obra del arquitecto Daniel Ramos Correa, fue inaugurada el 16 de diciembre de 1979. Su campanario es una aguja de 51 metros de altura desde sus cimientos con un mirador de 33 m del suelo. Tiene un reloj Big-Ben y Carillón cuyos sones, cada 15 minutos, acompañan la vida cotidiana de la ciudad. Al templo se adhieran por un portal de bronce labrado en Faenza (Italia) con bajorrelieves de Santa Rosa de Lima, San Luis Rey de Francia, el apóstol Santiago, Santa Ana y varios escudos y emblemas. En el subsuelo de la iglesia se encuentra la cripta, el panteón de los obispos y la Capilla de Fray Justo Santa María de Oro. También es posible visitar la Iglesia de Santo Domingo y la Iglesia de la Merced.
Hay que destacar que en la ciudad se desarrolla anualmente la Fiesta Nacional del Sol en Costanera Complejo Ferial, convocando a una importante cantidad de turistas de todo el mundo.

## Deportes

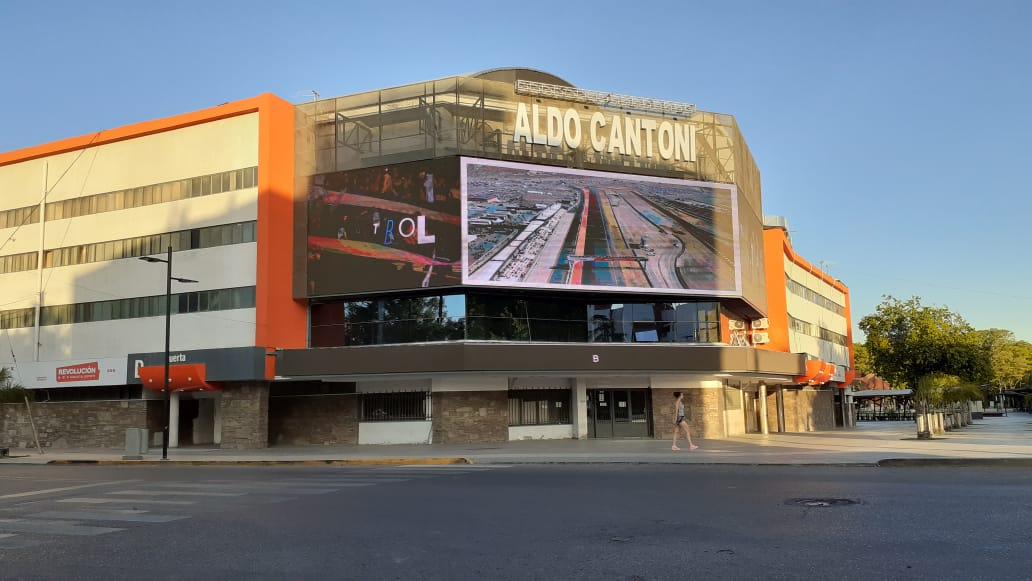
Fachada del Estadio Aldo Cantoni

En la Ciudad, como en la Provincia de San Juan, hay varios deportes populares, entre los que destacan: el fútbol, el ciclismo, el hockey sobre patines, el baloncesto, el rugby , voleibol y el tenis.
- Fútbol: en la provincia varios son los clubes importantes, uno es el Club Atlético San Martín (Concepción), convoca miles de hinchas, y cuenta con un estadio propio llamado "Hilario Sánchez", militando en la actual Primera Nacional B del fútbol argentino. Otro es el Club Sportivo Desamparados, Desamparados, otros de los grandes convocantes que tiene la provincia, también cuenta con un estadio propio, conocido como "El Serpentario" militando en la actual temporada en el Regional Amateur. Ambos clubes pertenecen al departamento Capital. En el departamento Rawson se ubica el Club Atlético Unión (Villa Krause) que también tiene estadio propio llamado "12 de octubre" más conocido como "el 12" otro de los grandes convocantes que tiene la provincia, militando en la actual temporada en el Regional Amateur.

- Ciclismo: San Juan es considerada la capital nacional de este deporte, siendo la provincia que cuenta con el calendario de pista y ruta más extenso de Argentina dirigido por la Federación Ciclista Sanjuanina. Los clubes más importantes son el Pedal Club Olimpia, el Alvear Cicles Club, el Club Huracán, el Club Independiente, entre otros.
- Hockey sobre patines: San Juan es conocida como "la cuna del hockey sobre patines". La mayoría del seleccionado Argentino de esta especialidad lo integran jugadores de diferentes clubes Sanjuaninos. En su estadio se llevó a cabo el mundial de hokey en el 2001, donde Argentina se consagró subcampeón. Fue el cuarto mundial donde San Juan era sede y hoy está organizando el próximo mundial (2011) de hockey sobre patines. Los clubes destacados son: Olimpia Patín Club, Club Social San Juan, Club Deportivo Estudiantil, Concepción Patín Club, Unión Vecinal de Trinidad, entre otros.
- Básquet: el club más importante es el Club Inca Huasi participante del torneo argentino de clubes (cuarta categoría del básquet argentino). Lucio Schiavi es un jugador oriundo de la provincia que participó en la Selección Argentina sub-22 y mayores.Interior del Estadio UPCN Voley Club

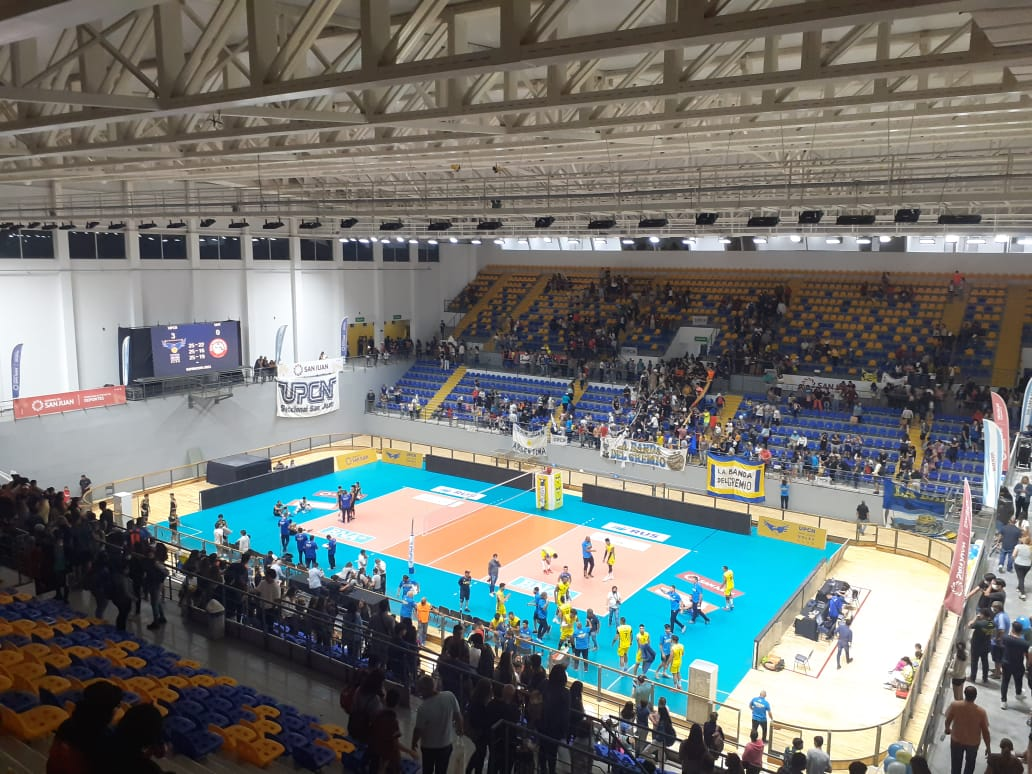
Interior del Estadio UPCN Voley Club

- Rugby: este deporte tan popular en Argentina también tiene gran cantidad de adeptos en San Juan. Los equipos más importantes son San Juan Rugby Club, Huazihul Rugby Club, la "U" (Universidad Nacional de San Juan), Jockey Rugby Club San Juan y  "Sporting Club Alfiles" fundado el 26 de septiembre de 1930. Los mismos pertenecen a la Unión Sanjuanina de Rugby y participan del Torneo Cuyano en la primera división. Huazihul Rugby Club fue el primer club de rugby de San Juan y Fundador con el Mendoza Rugby de la URC (Unión Rugby de Cuyo).
- Voley: UPCN Vóley es el representante de la provincia en la liga nacional. Alejandro Spajic es uno de los jugadores más importantes que le dio la provincia.
- Tenis: los clubes más importantes donde se desarrolla esta actividad son el Club Banco Hispano, Ausonia, Jockey Club San Juan y San Juan Lawn Tenis Club. EN tanto, el Challenger de San Juan pertenece a la ATP Challenger Series.

## Ciudades hermanadas
La ciudad de San Juan ha firmado protocolos de hermandad con ciudades del mundo, entre las que se cuentan:
- Talca, Chile
- La Serena, Chile
- Vicuña, Chile
- Nerja, España
- Jalón, España
- Santa Catarina, Brasil (En este caso es la Provincia de San Juan la hermanada con el estado de Santa Catarina)
- Niš, Serbia

## Parroquias de la Iglesia católica en San Juan
| Arquidiócesis | San Juan de Cuyo |
| ------------- | --- |
| Parroquias    | Del Espíritu Santo, María Auxiliadora, Santo Domingo, Inmaculada Concepción, Nuestra Señora de Guadalupe, Nuestra Señora de Guadalupe, Nuestra Señora de la Medalla Milagrosa, Nuestra Señora de la Merced, Nuestra Señora de Luján, San Francisco de Asís, Catedral San Juan Bautista, Santísima Trinidad |